# Az Amerikai Egyesült Államok a 2018. évi téli olimpiai játékokon
Az Amerikai Egyesült Államok a dél-koreai Phjongcshangban megrendezett 2018. évi téli olimpiai játékok egyik részt vevő nemzete volt. Az országot az olimpián 15 sportágban 241 sportoló képviselte, akik összesen 23 érmet szereztek.

## Érmesek
| Érem  | Versenyző | Sportág                    | Versenyszám          |
| ----- | --- | -------------------------- | -------------------- |
| Arany | Mikaela Shiffrin | Alpesisí                   | Női óriás-műlesiklás |
| Arany | Tyler George Matt Hamilton John Landsteiner Joe Polo John Shuster | Curling                    | Férfi                |
| Arany | Nemzeti válogatott Cayla Barnes Kacey Bellamy Hannah Brandt Kendall Coyne Dani Cameranesi Brianna Decker Meghan Duggan Kali Flanagan Nicole Hensley Megan Keller Amanda Kessel Hilary Knight Jocelyne Lamoureux-Davidson Monique Lamoureux-Morando Gigi Marvin Sidney Morin Kelly Pannek Amanda Pelkey Emily Pfalzer Alex Rigsby Maddie Rooney Haley Skarupa Lee Stecklein | Jégkorong                  | Női                  |
| Arany | David Wise | Síakrobatika               | Férfi félcső         |
| Arany | Jessica Diggins Kikkan Randall | Sífutás                    | Női csapatsprint     |
| Arany | Redmond Gerard | Snowboard                  | Férfi slopestyle     |
| Arany | Shaun White | Snowboard                  | Férfi halfpipe       |
| Arany | Jamie Anderson | Snowboard                  | Női slopestyle       |
| Arany | Chloe Kim | Snowboard                  | Női halfpipe         |
| Ezüst | Mikaela Shiffrin | Alpesisí                   | Női összetett        |
| Ezüst | Lauren Gibbs Elana Meyers Taylor | Bob                        | Női kettes           |
| Ezüst | John-Henry Krueger | Rövidpályás gyorskorcsolya | Férfi 1000 m         |
| Ezüst | Alex Ferreira | Síakrobatika               | Férfi félcső         |
| Ezüst | Nick Goepper | Síakrobatika               | Férfi slopestyle     |
| Ezüst | Kyle Mack | Snowboard                  | Férfi big air        |
| Ezüst | Jamie Anderson | Snowboard                  | Női big air          |
| Ezüst | Chris Mazdzer | Szánkó                     | Férfi egyes          |
| Bronz | Lindsey Vonn | Alpesisí                   | Női lesiklás         |
| Bronz | Heather Bergsma Brittany Bowe Mia Manganello Carlijn Schoutens | Gyorskorcsolya             | Női csapat           |
| Bronz | Alex Shibutani Maia Shibutani | Műkorcsolya                | Jégtánc              |
| Bronz | Nathan Chen Alexa Scimeca Knierim Chris Knierim Mirai Nagasu Adam Rippon Alex Shibutani Maia Shibutani Bradie Tennell | Műkorcsolya                | Csapatverseny        |
| Bronz | Brita Sigourney | Síakrobatika               | Női félcső           |
| Bronz | Arielle Gold | Snowboard                  | Női halfpipe         |

## Alpesisí
Férfi
| Versenyző           | Versenyszám            | 1. futam      | 1. futam      | 2. futam      | 2. futam      | Összesítés    | Összesítés    |
| Versenyző           | Versenyszám            | Idő           | Hely.         | Idő           | Hely.         | Idő           | Helyezés      |
| ------------------- | ---------------------- | ------------- | ------------- | ------------- | ------------- | ------------- | ------------- |
| Bryce Bennett       | Lesiklás               |               |               |               |               | 1:42,22       | 16.           |
| David Chodounsky    | Műlesiklás             | 49,43         | 17.           | 51,41         | 14.           | 1:40,84       | 18.           |
| Ryan Cochran-Siegle | Lesiklás               |               |               |               |               | 1:42,96       | =23.          |
| Ryan Cochran-Siegle | Szuperóriás-műlesiklás |               |               |               |               | 1:25,72       | 14.           |
| Ryan Cochran-Siegle | Óriás-műlesiklás       | 1:10,75       | 21.           | 1:09,99       | 3.            | 2:20,74       | =11.          |
| Mark Engel          | Műlesiklás             | 56,18         | 43.           | 53,17         | 27.           | 1:49,31       | 31.           |
| Tommy Ford          | Óriás-műlesiklás       | 1:11,43       | 28.           | 1:10,20       | 6.            | 2:21,63       | 20.           |
| Jared Goldberg      | Lesiklás               |               |               |               |               | 1:42,59       | 20.           |
| Jared Goldberg      | Szuperóriás-műlesiklás |               |               |               |               | 1:26,49       | 24.           |
| Tim Jitloff         | Óriás-műlesiklás       | nem ért célba | nem ért célba | kiesett       | kiesett       | kiesett       | kiesett       |
| Nolan Kasper        | Műlesiklás             | 52,44         | 34.           | nem ért célba | nem ért célba | kiesett       | kiesett       |
| Ted Ligety          | Szuperóriás-műlesiklás |               |               |               |               | nem ért célba | nem ért célba |
| Ted Ligety          | Óriás-műlesiklás       | 1:10,71       | 20.           | 1:10,54       | 14.           | 2:21,25       | =15.          |
| Wiley Maple         | Lesiklás               |               |               |               |               | 1:43,72       | 30.           |
| Andrew Weibrecht    | Szuperóriás-műlesiklás |               |               |               |               | nem ért célba | nem ért célba |

| Versenyző           | Versenyszám | Lesiklás      | Lesiklás      | Műlesiklás | Műlesiklás | Összesítés | Összesítés |
| Versenyző           | Versenyszám | Idő           | Hely.         | Idő        | Hely.      | Idő        | Helyezés   |
| ------------------- | ----------- | ------------- | ------------- | ---------- | ---------- | ---------- | ---------- |
| Bryce Bennett       | Összetett   | 1:21,18       | 23.           | 48,79      | 16.        | 2:09,97    | 17.        |
| Ryan Cochran-Siegle | Összetett   | nem ért célba | nem ért célba | kiesett    | kiesett    | kiesett    | kiesett    |
| Jared Goldberg      | Összetett   | 1:20,02       | 9.            | 1:02,86    | 37.        | 2:22,88    | 36.        |
| Ted Ligety          | Összetett   | 1:21,36       | 26.           | 46,61      | 4.         | 2:07,97    | 5.         |

Női
| Versenyző          | Versenyszám            | 1. futam      | 1. futam      | 2. futam | 2. futam | Összesítés | Összesítés |
| Versenyző          | Versenyszám            | Idő           | Hely.         | Idő      | Hely.    | Idő        | Helyezés   |
| ------------------ | ---------------------- | ------------- | ------------- | -------- | -------- | ---------- | ---------- |
| Breezy Johnson     | Lesiklás               |               |               |          |          | 1:40,34    | 7.         |
| Breezy Johnson     | Szuperóriás-műlesiklás |               |               |          |          | 1:22,14    | 14.        |
| Tricia Mangan      | Óriás-műlesiklás       | nem ért célba | nem ért célba | kiesett  | kiesett  | kiesett    | kiesett    |
| Megan McJames      | Óriás-műlesiklás       | 1:16,00       | 35.           | 1:12,39  | 30.      | 2:28,39    | 31.        |
| Megan McJames      | Műlesiklás             | 54,22         | 38.           | 55,06    | 39.      | 1:49,28    | 36.        |
| Alice McKennis     | Lesiklás               |               |               |          |          | 1:40,24    | 5.         |
| Alice McKennis     | Szuperóriás-műlesiklás |               |               |          |          | 1:22,20    | 16.        |
| Alice Merryweather | Műlesiklás             | 58,68         | 49.           | 54,89    | 38.      | 1:53,57    | 42.        |
| Laurenne Ross      | Lesiklás               |               |               |          |          | 1:41,10    | 15.        |
| Laurenne Ross      | Szuperóriás-műlesiklás |               |               |          |          | 1:22,17    | 15.        |
| Mikaela Shiffrin   | Óriás-műlesiklás       | 1:10,82       | 2.            | 1:09,20  | 4.       | 2:20,02    |            |
| Mikaela Shiffrin   | Műlesiklás             | 49,37         | 4.            | 49,66    | 3.       | 1:39,03    | 4.         |
| Resi Stiegler      | Óriás-műlesiklás       | 1:16,72       | 38.           | 1:15,02  | 40.      | 2:31,74    | 36.        |
| Resi Stiegler      | Műlesiklás             | nem ért célba | nem ért célba | kiesett  | kiesett  | kiesett    | kiesett    |
| Lindsey Vonn       | Lesiklás               |               |               |          |          | 1:39,69    |            |
| Lindsey Vonn       | Szuperóriás-műlesiklás |               |               |          |          | 1:21,49    | =6.        |

| Versenyző          | Versenyszám | Lesiklás | Lesiklás | Műlesiklás    | Műlesiklás    | Összesítés    | Összesítés    |
| Versenyző          | Versenyszám | Idő      | Hely.    | Idő           | Hely.         | Idő           | Helyezés      |
| ------------------ | ----------- | -------- | -------- | ------------- | ------------- | ------------- | ------------- |
| Alice Merryweather | Összetett   | 1:43,17  | 18.      | 43,73         | 16.           | 2:26,90       | 15.           |
| Mikaela Shiffrin   | Összetett   | 1:41,35  | 6.       | 40,52         | 3.            | 2:21,87       |               |
| Lindsey Vonn       | Összetett   | 1:39,37  | 1.       | nem ért célba | nem ért célba | nem ért célba | nem ért célba |

Vegyes
| Versenyző                                                 | Versenyszám | Nyolcaddöntő                 | Negyeddöntő       | Elődöntő          | Döntő             | Helyezés |
| Versenyző                                                 | Versenyszám | Ellenfél Eredmény            | Ellenfél Eredmény | Ellenfél Eredmény | Ellenfél Eredmény | Helyezés |
| --------------------------------------------------------- | ----------- | ---------------------------- | ----------------- | ----------------- | ----------------- | -------- |
| David Chodounsky Nolan Kasper Tricia Mangan Megan McJames | Vegyes      | Nagy-Britannia (GBR) · V 2–2 | kiesett           | kiesett           | kiesett           | 9.       |

## Biatlon
Férfi
| Versenyző                                              | Versenyszám            | Időeredmény | Lövőhiba    | Helyezés |
| ------------------------------------------------------ | ---------------------- | ----------- | ----------- | -------- |
| Lowell Bailey                                          | 10 km sprint           | 24:54,4     | 1 (0+1)     | 33.      |
| Lowell Bailey                                          | 12,5 km üldözőverseny  | 36:43,3     | 5 (0+0+3+2) | 32.      |
| Lowell Bailey                                          | 20 km egyéni indításos | 52:56,8     | 4 (2+1+0+1) | 51.      |
| Timothy Burke                                          | 10 km sprint           | 25:26,3     | 4 (2+2)     | 47.      |
| Timothy Burke                                          | 12,5 km üldözőverseny  | 35:11,3     | 2 (0+1+1+0) | 17.      |
| Timothy Burke                                          | 20 km egyéni indításos | 52:05,7     | 4 (1+1+0+2) | 41.      |
| Sean Doherty                                           | 10 km sprint           | 25:55,2     | 4 (4+0)     | 65.      |
| Sean Doherty                                           | 20 km egyéni indításos | 52:25,6     | 3 (2+0+1+0) | 44.      |
| Leif Nordgren                                          | 10 km sprint           | 25:49,0     | 2 (1+1)     | 58.      |
| Leif Nordgren                                          | 12,5 km üldözőverseny  | 38:40,4     | 5 (2+2+0+1) | 50.      |
| Leif Nordgren                                          | 20 km egyéni indításos | 54:31,1     | 5 (1+1+3+0) | 66.      |
| Lowell Bailey Timothy Burke Sean Doherty Leif Nordgren | 4 × 7,5 km váltó       | 1:19:06,7   | 16 (2+14)   | 6.       |

Női
| Versenyző                                                | Versenyszám            | Időeredmény | Lövőhiba    | Helyezés |
| -------------------------------------------------------- | ---------------------- | ----------- | ----------- | -------- |
| Emily Dreissigacker                                      | 7,5 km sprint          | 23:27,2     | 1 (0+1)     | 51.      |
| Emily Dreissigacker                                      | 10 km üldözőverseny    | 35:36,7     | 4 (0+1+1+2) | 47.      |
| Emily Dreissigacker                                      | 15 km egyéni indításos | 48:16,4     | 4 (2+1+0+1) | 67.      |
| Susan Dunklee                                            | 7,5 km sprint          | 24:13,1     | 5 (1+4)     | 66.      |
| Susan Dunklee                                            | 15 km egyéni indításos | 44:33,5     | 2 (0+1+0+1) | 19.      |
| Clare Egan                                               | 7,5 km sprint          | 23:51,6     | 3 (1+2)     | 61.      |
| Clare Egan                                               | 15 km egyéni indításos | 48:00,8     | 4 (0+3+0+1) | 62.      |
| Joanne Reid                                              | 7,5 km sprint          | 26:28,1     | 7 (4+3)     | 86.      |
| Joanne Reid                                              | 15 km egyéni indításos | 44:41,3     | 1 (0+1+0+0) | 22.      |
| Emily Dreissigacker Susan Dunklee Clare Egan Joanne Reid | 4 × 6 km váltó         | 1:14:05,3   | 11 (6+5)    | 13.      |

Vegyes
| Versenyző                                             | Versenyszám  | Időeredmény | Lövőhiba | Helyezés |
| ----------------------------------------------------- | ------------ | ----------- | -------- | -------- |
| Lowell Bailey Timothy Burke Susan Dunklee Joanne Reid | Vegyes váltó | 1:12:05,4   | 12 (3+9) | 15.      |

## Bob
Férfi
| Versenyző                                                            | Versenyszám | 1. futam | 1. futam | 2. futam | 2. futam | 3. futam | 3. futam | 4. futam | 4. futam | Összesítés | Összesítés |
| Versenyző                                                            | Versenyszám | Idő      | Hely.    | Idő      | Hely.    | Idő      | Hely.    | Idő      | Hely.    | Idő        | Helyezés   |
| -------------------------------------------------------------------- | ----------- | -------- | -------- | -------- | -------- | -------- | -------- | -------- | -------- | ---------- | ---------- |
| Codie Bascue* Sam McGuffie                                           | Kettes      | 50,03    | 25.      | 50,16    | 13.      | 49,90    | 23.      | kiesett  | kiesett  | 2:30,09    | 25.        |
| Nick Cunningham* Hakeem Abdul-Saboor                                 | Kettes      | 49,96    | 24.      | 50,11    | 12.      | 49,62    | 15.      | kiesett  | kiesett  | 2:29,69    | 21.        |
| Justin Olsen* Evan Weinstock                                         | Kettes      | 49,66    | 12.      | 49,55    | 6.       | 49,53    | 11.      | 49,80    | 16.      | 3:18,54    | 14.        |
| Codie Bascue* Evan Weinstock Steve Langton Sam McGuffie              | Négyes      | 49,09    | 12.      | 49,34    | 10.      | 49,08    | 8.       | 49,77    | 16.      | 3:17,28    | 9.         |
| Nick Cunningham* Hakeem Abdul-Saboor Christopher Kinney Sam Michener | Négyes      | 49,60    | 20.      | 49,50    | 15.      | 49,74    | 21.      | 49,70    | 13.      | 3:18,54    | 19.        |
| Justin Olsen* Carlo Valdes Chris Fogt Nathan Weber                   | Négyes      | 49,62    | 21.      | 49,71    | 20.      | 49,66    | 18.      | 49,56    | 4.       | 3:18,55    | 20.        |

Női
| Versenyző                         | Versenyszám | 1. futam | 1. futam | 2. futam | 2. futam | 3. futam | 3. futam | 4. futam | 4. futam | Összesítés | Összesítés |
| Versenyző                         | Versenyszám | Idő      | Hely.    | Idő      | Hely.    | Idő      | Hely.    | Idő      | Hely.    | Idő        | Helyezés   |
| --------------------------------- | ----------- | -------- | -------- | -------- | -------- | -------- | -------- | -------- | -------- | ---------- | ---------- |
| Elana Meyers Taylor* Lauren Gibbs | Kettes      | 50,52    | 1.       | 50,81    | 2.       | 50,46    | 1.       | 50,73    | 3.       | 1:41,33    |            |
| Jamie Greubel* Aja Evans          | Kettes      | 50,59    | 3.       | 50,99    | 8.       | 50,59    | 4.       | 50,85    | 5.       | 1:41,58    | 5.         |

* – a bob vezetője

## Curling

### Férfi
- John Shuster
- Tyler George
- Matt Hamilton
- John Landsteiner
- Joe Polo

Csoportkör
| Nemzet           | Skip             | Gy | V | P+ | P- | Gy end | V end | Üres endek | Saját rabolt endek | Lökés % |
| ---------------- | ---------------- | -- | - | -- | -- | ------ | ----- | ---------- | ------------------ | ------- |
| Svédország       | Niklas Edin      | 7  | 2 | 62 | 43 | 34     | 28    | 13         | 8                  | 87%     |
| Kanada           | Kevin Koe        | 6  | 3 | 56 | 46 | 36     | 34    | 14         | 8                  | 87%     |
| Egyesült Államok | John Shuster     | 5  | 4 | 67 | 63 | 37     | 39    | 4          | 6                  | 80%     |
| Nagy-Britannia   | Kyle Smith       | 5  | 4 | 55 | 60 | 40     | 37    | 8          | 7                  | 82%     |
| Svájc            | Peter de Cruz    | 5  | 4 | 60 | 55 | 39     | 37    | 10         | 6                  | 83%     |
| Norvégia         | Thomas Ulsrud    | 4  | 5 | 45 | 54 | 32     | 36    | 6          | 6                  | 82%     |
| Dél-Korea        | Kim Chang-min    | 4  | 5 | 54 | 59 | 40     | 41    | 7          | 8                  | 82%     |
| Japán            | Morozumi Juszuke | 4  | 5 | 48 | 56 | 33     | 35    | 13         | 5                  | 81%     |
| Olaszország      | Joel Retornaz    | 3  | 6 | 50 | 56 | 37     | 38    | 15         | 7                  | 81%     |
| Dánia            | Rasmus Stjerne   | 2  | 7 | 53 | 70 | 36     | 39    | 12         | 5                  | 83%     |

1. 1 2  Nagy-Britannia és Svájc rájátszáson mérkőzött az elődöntőbe jutásért

1. forduló, február 14., 9:05 (1:05)
| Sheet C                    | 1 | 2 | 3 | 4 | 5 | 6 | 7 | 8 | 9 | 10 | VE |
| Dél-Korea (Kim)            | 0 | 2 | 0 | 1 | 0 | 3 | 0 | 1 | 0 | X  | 7  |
| Egyesült Államok (Shuster) | 2 | 0 | 3 | 0 | 3 | 0 | 2 | 0 | 1 | X  | 11 |

3. forduló, február 15., 14:05 (6:05)
| Sheet A                    | 1 | 2 | 3 | 4 | 5 | 6 | 7 | 8 | 9 | 10 | VE |
| Egyesült Államok (Shuster) | 0 | 1 | 0 | 3 | 2 | 0 | 0 | 2 | 1 | 0  | 9  |
| Olaszország (Retornaz)     | 1 | 0 | 5 | 0 | 0 | 3 | 0 | 0 | 0 | 1  | 10 |

4. forduló, február 16., 9:05 (1:05)
| Sheet D                    | 1 | 2 | 3 | 4 | 5 | 6 | 7 | 8 | 9 | 10 | VE |
| Svédország (Edin)          | 4 | 1 | 0 | 2 | 0 | 1 | 0 | 2 | X | X  | 10 |
| Egyesült Államok (Shuster) | 0 | 0 | 1 | 0 | 1 | 0 | 2 | 0 | X | X  | 4  |

5. forduló, február 16., 20:05 (12:05)
| Sheet C                    | 1 | 2 | 3 | 4 | 5 | 6 | 7 | 8 | 9 | 10 | VE |
| Dánia (Stjerne)            | 0 | 0 | 0 | 0 | 2 | 1 | 0 | 2 | 0 | X  | 5  |
| Egyesült Államok (Shuster) | 2 | 2 | 0 | 2 | 0 | 0 | 2 | 0 | 1 | X  | 9  |

7. forduló, február 18., 9:05 (1:05)
| Sheet B                    | 1 | 2 | 3 | 4 | 5 | 6 | 7 | 8 | 9 | 10 | VE |
| Egyesült Államok (Shuster) | 0 | 0 | 0 | 0 | 2 | 0 | 0 | X | X | X  | 2  |
| Japán (Morozumi)           | 2 | 1 | 1 | 0 | 0 | 2 | 2 | X | X | X  | 8  |

8. forduló, február 18., 20:05 (12:05)
| Sheet D                    | 1 | 2 | 3 | 4 | 5 | 6 | 7 | 8 | 9 | 10 | VE |
| Egyesült Államok (Shuster) | 1 | 0 | 2 | 0 | 1 | 0 | 0 | 0 | 1 | X  | 5  |
| Norvégia (Ulsrud)          | 0 | 2 | 0 | 1 | 0 | 3 | 1 | 1 | 0 | X  | 8  |

9. forduló, február 19., 14:05 (6:05)
| Sheet C                    | 1 | 2 | 3 | 4 | 5 | 6 | 7 | 8 | 9 | 10 | 11 | VE |
| Egyesült Államok (Shuster) | 1 | 0 | 2 | 0 | 1 | 1 | 0 | 0 | 2 | 0  | 2  | 9  |
| Kanada (Koe)               | 0 | 2 | 0 | 1 | 0 | 0 | 1 | 1 | 0 | 2  | 0  | 7  |

11. forduló, február 20., 20:05 (12:05)
| Sheet A                    | 1 | 2 | 3 | 4 | 5 | 6 | 7 | 8 | 9 | 10 | VE |
| Svájc (de Cruz)            | 0 | 1 | 0 | 1 | 0 | 1 | 0 | 1 | 0 | X  | 4  |
| Egyesült Államok (Shuster) | 0 | 0 | 1 | 0 | 3 | 0 | 3 | 0 | 1 | X  | 8  |

12. forduló, február 21., 14:05 (6:05)
| Sheet B                    | 1 | 2 | 3 | 4 | 5 | 6 | 7 | 8 | 9 | 10 | VE |
| Nagy-Britannia (Smith)     | 0 | 1 | 1 | 1 | 0 | 1 | 0 | 0 | X | X  | 4  |
| Egyesült Államok (Shuster) | 2 | 0 | 0 | 0 | 3 | 0 | 1 | 4 | X | X  | 10 |

Elődöntő
február 22., 20:05 (12:05)
| Sheet C                    | 1 | 2 | 3 | 4 | 5 | 6 | 7 | 8 | 9 | 10 | VE |
| Kanada (Koe)               | 0 | 1 | 0 | 1 | 0 | 0 | 0 | 0 | 1 | 0  | 3  |
| Egyesült Államok (Shuster) | 0 | 0 | 1 | 0 | 1 | 0 | 0 | 2 | 0 | 1  | 5  |

Döntő
február 24., 15:35 (7:35)
| Sheet B                    | 1 | 2 | 3 | 4 | 5 | 6 | 7 | 8 | 9 | 10 | VE |
| Svédország (Edin)          | 0 | 2 | 0 | 0 | 2 | 0 | 1 | 0 | 2 | X  | 7  |
| Egyesült Államok (Shuster) | 0 | 0 | 2 | 1 | 0 | 2 | 0 | 5 | 0 | X  | 10 |

| Csapat           | Helyezés |
| ---------------- | -------- |
| Egyesült Államok |          |

### Női
- Nina Roth
- Tabitha Peterson
- Aileen Geving
- Rebecca Hamilton
- Cory Christensen

Csoportkör
| Nemzet                     | Skip                 | Gy | V | P+ | P- | Gy end | V end | Üres endek | Saját rabolt endek | Lökés % |
| -------------------------- | -------------------- | -- | - | -- | -- | ------ | ----- | ---------- | ------------------ | ------- |
| Dél-Korea                  | Kim Eun-jung         | 8  | 1 | 75 | 44 | 41     | 34    | 5          | 15                 | 79%     |
| Svédország                 | Anna Hasselborg      | 7  | 2 | 64 | 48 | 42     | 34    | 14         | 13                 | 83%     |
| Nagy-Britannia             | Eve Muirhead         | 6  | 3 | 61 | 56 | 39     | 38    | 12         | 6                  | 79%     |
| Japán                      | Fudzsiszava Szacuki  | 5  | 4 | 59 | 55 | 38     | 36    | 10         | 13                 | 75%     |
| Kína                       | Wang Bingyu          | 4  | 5 | 57 | 65 | 35     | 38    | 12         | 5                  | 78%     |
| Kanada                     | Rachel Homan         | 4  | 5 | 68 | 59 | 40     | 36    | 10         | 12                 | 81%     |
| Svájc                      | Silvana Tirinzoni    | 4  | 5 | 60 | 55 | 34     | 37    | 12         | 7                  | 78%     |
| Egyesült Államok           | Nina Roth            | 4  | 5 | 56 | 65 | 38     | 39    | 7          | 6                  | 78%     |
| Olimpikonok Oroszországból | Viktorija Moiszejeva | 2  | 7 | 45 | 76 | 34     | 40    | 8          | 6                  | 76%     |
| Dánia                      | Madeleine Dupont     | 1  | 8 | 50 | 72 | 32     | 41    | 10         | 6                  | 73%     |

1. forduló, február 14., 14:05 (6:05)
| Sheet A                 | 1 | 2 | 3 | 4 | 5 | 6 | 7 | 8 | 9 | 10 | VE |
| Japán (Fudzsiszava)     | 2 | 2 | 3 | 0 | 1 | 0 | 0 | 1 | 1 | X  | 10 |
| Egyesült Államok (Roth) | 0 | 0 | 0 | 1 | 0 | 3 | 1 | 0 | 0 | X  | 5  |

2. forduló, február 15., 9:05 (1:05)
| Sheet D                   | 1 | 2 | 3 | 4 | 5 | 6 | 7 | 8 | 9 | 10 | VE |
| Nagy-Britannia (Muirhead) | 1 | 0 | 0 | 2 | 0 | 0 | 0 | 1 | 0 | 0  | 4  |
| Egyesült Államok (Roth)   | 0 | 0 | 2 | 0 | 0 | 2 | 0 | 0 | 1 | 2  | 7  |

3. forduló, február 15., 20:05 (12:05)
| Sheet C                 | 1 | 2 | 3 | 4 | 5 | 6 | 7 | 8 | 9 | 10 | VE |
| Egyesült Államok (Roth) | 0 | 0 | 1 | 0 | 0 | 2 | 0 | 1 | 0 | 1  | 5  |
| Svájc (Tirinzoni)       | 0 | 2 | 0 | 1 | 2 | 0 | 0 | 0 | 1 | 0  | 6  |

5. forduló, február 17., 9:05 (1:05)
| Sheet B                                 | 1 | 2 | 3 | 4 | 5 | 6 | 7 | 8 | 9 | 10 | 11 | VE |
| Olimpikonok Oroszországból (Moiszejeva) | 0 | 2 | 0 | 0 | 1 | 1 | 0 | 1 | 0 | 1  | 0  | 6  |
| Egyesült Államok (Roth)                 | 1 | 0 | 2 | 1 | 0 | 0 | 1 | 0 | 1 | 0  | 1  | 7  |

6. forduló, február 17., 20:05 (12:05)
| Sheet D                 | 1 | 2 | 3 | 4 | 5 | 6 | 7 | 8 | 9 | 10 | VE |
| Egyesült Államok (Roth) | 0 | 1 | 0 | 1 | 0 | 1 | 0 | X | X | X  | 3  |
| Kanada (Homan)          | 3 | 0 | 1 | 0 | 3 | 0 | 4 | X | X | X  | 11 |

8. forduló, február 19., 9:05 (1:05)
| Sheet A                 | 1 | 2 | 3 | 4 | 5 | 6 | 7 | 8 | 9 | 10 | VE |
| Egyesült Államok (Roth) | 1 | 0 | 1 | 1 | 0 | 2 | 0 | 1 | 0 | 1  | 7  |
| Dánia (Dupont)          | 0 | 1 | 0 | 0 | 2 | 0 | 2 | 0 | 1 | 0  | 6  |

9. forduló, február 19., 20:05 (12:05)
| Sheet C                 | 1 | 2 | 3 | 4 | 5 | 6 | 7 | 8 | 9 | 10 | VE |
| Kína (Wang)             | 0 | 1 | 0 | 2 | 0 | 0 | 0 | 1 | X | X  | 4  |
| Egyesült Államok (Roth) | 3 | 0 | 4 | 0 | 2 | 0 | 1 | 0 | X | X  | 10 |

10. forduló, február 20., 14:05 (6:05)
| Sheet B                 | 1 | 2 | 3 | 4 | 5 | 6 | 7 | 8 | 9 | 10 | VE |
| Egyesült Államok (Roth) | 2 | 0 | 1 | 0 | 0 | 1 | 0 | 2 | 0 | X  | 6  |
| Dél-Korea (Kim)         | 0 | 1 | 0 | 1 | 4 | 0 | 1 | 0 | 2 | X  | 9  |

12. forduló, február 21., 20:05 (12:05)
| Sheet A                 | 1 | 2 | 3 | 4 | 5 | 6 | 7 | 8 | 9 | 10 | VE |
| Svédország (Hasselborg) | 3 | 0 | 1 | 0 | 1 | 0 | 0 | 1 | 0 | 3  | 9  |
| Egyesült Államok (Roth) | 0 | 2 | 0 | 1 | 0 | 0 | 2 | 0 | 1 | 0  | 6  |

| Csapat           | Helyezés |
| ---------------- | -------- |
| Egyesült Államok | 8.       |

### Vegyes páros
- Rebecca Hamilton
- Matt Hamilton

Csoportkör
| Nemzet                     | Név                                                | Gy | V | P+ | P- | Gy end | V end | Üres endek | Saját rabolt endek | Lökés % |
| -------------------------- | -------------------------------------------------- | -- | - | -- | -- | ------ | ----- | ---------- | ------------------ | ------- |
| Kanada                     | Kaitlyn Lawes / John Morris                        | 6  | 1 | 52 | 26 | 29     | 20    | 0          | 9                  | 80%     |
| Svájc                      | Jenny Perret / Martin Rios                         | 5  | 2 | 45 | 33 | 29     | 26    | 0          | 10                 | 72%     |
| Olimpikonok Oroszországból | Anasztaszija Brizgalova / Alekszandr Kruselnyickij | 4  | 3 | 36 | 44 | 26     | 27    | 1          | 7                  | 67%     |
| Norvégia                   | Kristin Skaslien / Magnus Nedregotten              | 4  | 3 | 39 | 43 | 26     | 25    | 1          | 8                  | 74%     |
| Kína                       | Wang Rui / Ba Dexin                                | 4  | 3 | 47 | 42 | 27     | 27    | 1          | 6                  | 72%     |
| Dél-Korea                  | Jang Hye-ji / Lee Ki-jeong                         | 2  | 5 | 42 | 47 | 26     | 26    | 1          | 7                  | 70%     |
| Egyesült Államok           | Rebecca Hamilton / Matt Hamilton                   | 2  | 5 | 37 | 43 | 26     | 25    | 0          | 9                  | 74%     |
| Finnország                 | Oona Kauste / Tomi Rantamäki                       | 1  | 6 | 35 | 53 | 23     | 29    | 0          | 6                  | 66%     |

1. 1 2  Norvégia és Kína rájátszáson mérkőzött az elődöntőbe jutásért

1. forduló, február 8., 9:05 (1:05)
| Sheet A            | Sheet A                                                 | 1 | 2 | 3 | 4 | 5 | 6 | 7 | 8 | VE |
| 1. end utolsó köve | Egyesült Államok (R. Hamilton / M. Hamilton)            | 3 | 0 | 1 | 1 | 2 | 0 | 2 | X | 9  |
|                    | Olimpikonok Oroszországból (Brizgalova / Kruselnyickij) | 0 | 2 | 0 | 0 | 0 | 1 | 0 | X | 3  |

2. forduló, február 8., 20:05 (12:05)
| Sheet D            | Sheet D                                      | 1 | 2 | 3 | 4 | 5 | 6 | 7 | 8 | VE |
| 1. end utolsó köve | Egyesült Államok (R. Hamilton / M. Hamilton) | 1 | 0 | 1 | 0 | 0 | 1 | 1 | 0 | 4  |
|                    | Kanada (Lawes / Morris)                      | 0 | 1 | 0 | 1 | 3 | 0 | 0 | 1 | 6  |

3. forduló, február 9., 8:35 (0:35)
| Sheet B            | Sheet B                                      | 1 | 2 | 3 | 4 | 5 | 6 | 7 | 8 | VE |
| 1. end utolsó köve | Egyesült Államok (R. Hamilton / M. Hamilton) | 1 | 1 | 0 | 1 | 0 | 0 | 1 | 0 | 4  |
|                    | Svájc (Perret / Rios)                        | 0 | 0 | 1 | 0 | 1 | 1 | 0 | 6 | 9  |

5. forduló, február 9., 13:35 (5:35)
| Sheet C            | Sheet C                                      | 1 | 2 | 3 | 4 | 5 | 6 | 7 | 8 | VE |
|                    | Egyesült Államok (R. Hamilton / M. Hamilton) | 0 | 1 | 0 | 0 | 0 | 0 | X | X | 1  |
| 1. end utolsó köve | Dél-Korea (Jang / Lee)                       | 2 | 0 | 2 | 3 | 1 | 1 | X | X | 9  |

6. forduló, február 10., 9:05 (1:05)
| Sheet A            | Sheet A                                      | 1 | 2 | 3 | 4 | 5 | 6 | 7 | 8 | VE |
| 1. end utolsó köve | Kína (Wang / Ba)                             | 0 | 1 | 0 | 1 | 1 | 1 | 0 | 2 | 6  |
|                    | Egyesült Államok (R. Hamilton / M. Hamilton) | 2 | 0 | 1 | 0 | 0 | 0 | 1 | 0 | 4  |

6. forduló, február 10., 20:05 (12:05)
| Sheet C            | Sheet C                                      | 1 | 2 | 3 | 4 | 5 | 6 | 7 | 8 | VE |
|                    | Norvégia (Skaslien / Nedregotten)            | 0 | 3 | 0 | 0 | 0 | 0 | X | X | 3  |
| 1. end utolsó köve | Egyesült Államok (R. Hamilton / M. Hamilton) | 1 | 0 | 1 | 4 | 1 | 3 | X | X | 10 |

7. forduló, február 11., 9:05 (1:05)
| Sheet B            | Sheet B                                      | 1 | 2 | 3 | 4 | 5 | 6 | 7 | 8 | VE |
|                    | Finnország (Kauste / Rantamäki)              | 1 | 0 | 0 | 1 | 1 | 0 | 4 | 0 | 7  |
| 1. end utolsó köve | Egyesült Államok (R. Hamilton / M. Hamilton) | 0 | 1 | 1 | 0 | 0 | 1 | 0 | 2 | 5  |

| Csapat           | Helyezés |
| ---------------- | -------- |
| Egyesült Államok | 6.       |

## Északi összetett
| Versenyző                                            | Versenyszám        | Síugrás | Síugrás | Síugrás | Síugrás    | Sífutás | Összesítés | Összesítés |
| Versenyző                                            | Versenyszám        | Táv     | Pont    | Hely.   | Időhátrány | Idő     | Idő        | Helyezés   |
| ---------------------------------------------------- | ------------------ | ------- | ------- | ------- | ---------- | ------- | ---------- | ---------- |
| Ben Berend                                           | Nagysánc + 10 km   | 124,0   | 105,8   | 24.     | +2:12      | 26:08,7 | 28:20,7    | 39.        |
| Bryan Fletcher                                       | Normálsánc + 10 km | 97,5    | 99,0    | 18.     | +2:06      | 24:57,6 | 27:03,6    | 17.        |
| Bryan Fletcher                                       | Nagysánc + 10 km   | 120,5   | 107,8   | 23.     | +2:04      | 23:31,4 | 25:35,4    | 17.        |
| Taylor Fletcher                                      | Normálsánc + 10 km | 86,0    | 76,4    | 39.     | +3:37      | 24:42,2 | 28:19,2    | 35.        |
| Jasper Good                                          | Normálsánc + 10 km | 76,0    | 58,8    | 47.     | +4:47      | 25:52,8 | 30:39,8    | 45.        |
| Jasper Good                                          | Nagysánc + 10 km   | 109,5   | 75,7    | 46.     | +4:25      | 25:17,7 | 29:42,7    | 43.        |
| Ben Loomis                                           | Normálsánc + 10 km | 86,5    | 79,5    | 37.     | +3:24      | 25:56,8 | 29:20,8    | 41.        |
| Ben Loomis                                           | Nagysánc + 10 km   | 114,5   | 81,6    | 43.     | +3:49      | 24:42,3 | 28:31,3    | 40.        |
| Ben Berend Bryan Fletcher Taylor Fletcher Ben Loomis | Csapat             | 461,0   | 324,8   | 9.      | +3:13      | 48:13,5 | 51:26,5    | 10.        |

## Gyorskorcsolya
Férfi
| Versenyző         | Versenyszám | Eredmény | Helyezés |
| ----------------- | ----------- | -------- | -------- |
| Shani Davis       | 1000 m      | 1:08,780 | 7.       |
| Shani Davis       | 1500 m      | 1:46,74  | 19.      |
| Jonathan Garcia   | 500 m       | 35,31    | 23.      |
| Kimani Griffin    | 500 m       | 35,38    | 26.      |
| Brian Hansen      | 1500 m      | 1:46,44  | 15.      |
| Emery Lehman      | 5000 m      | 6:31,16  | 21.      |
| Joey Mantia       | 1000 m      | 1:08,564 | 4.       |
| Joey Mantia       | 1500 m      | 1:45,86  | 8.       |
| Mitchell Whitmore | 500 m       | 35,13    | 15.      |
| Mitchell Whitmore | 1000 m      | 1:09,170 | 10.      |

Női
| Versenyző         | Versenyszám | Eredmény | Helyezés |
| ----------------- | ----------- | -------- | -------- |
| Heather Bergsma   | 500 m       | 38,130   | 11.      |
| Heather Bergsma   | 1000 m      | 1:15,15  | 8.       |
| Heather Bergsma   | 1500 m      | 1:56,74  | 8.       |
| Brittany Bowe     | 500 m       | 37,530   | 5.       |
| Brittany Bowe     | 1000 m      | 1:14,36  | 4.       |
| Brittany Bowe     | 1500 m      | 1:55,54  | 5.       |
| Erin Jackson      | 500 m       | 39,200   | 24.      |
| Mia Manganello    | 1500 m      | 1:59,93  | 22.      |
| Carlijn Schoutens | 3000 m      | 4:15,60  | 22.      |
| Carlijn Schoutens | 5000 m      | 7:13,28  | 11.      |
| Jerica Tandiman   | 1000 m      | 1:18,02  | 28.      |

Tömegrajtos
| Versenyző       | Versenyszám | Elődöntő | Elődöntő | Elődöntő | Döntő   | Döntő   | Döntő    |
| Versenyző       | Versenyszám | Pont     | Idő      | Hely.    | Pont    | Idő     | Helyezés |
| --------------- | ----------- | -------- | -------- | -------- | ------- | ------- | -------- |
| Brian Hansen    | Férfi       | 1        | 8:34,47  | 10.      | kiesett | kiesett | kiesett  |
| Joey Mantia     | Férfi       | 3        | 8:00,54  | 8.       | 0       | 7:45,21 | 9.       |
| Heather Bergsma | Női         | 5        | 8:38,19  | 5.       | 0       | 8:35,80 | 11.      |
| Mia Manganello  | Női         | 1        | 8:54,52  | 7.       | 0       | 8:54,40 | 15.      |

Csapatverseny
| Versenyző                                                      | Versenyszám | Negyeddöntő                      | Negyeddöntő | Elődöntő                    | Elődöntő | Döntő                                     | Döntő    | Döntő |
| Versenyző                                                      | Versenyszám | Ellenfél Idő                     | Hely.       | Ellenfél Idő                | Hely.    | Ellenfél Idő                              | Helyezés |       |
| -------------------------------------------------------------- | ----------- | -------------------------------- | ----------- | --------------------------- | -------- | ----------------------------------------- | -------- | ----- |
| Jonathan Garcia Brian Hansen Emery Lehman Joey Mantia          | Férfi       | Hollandia (NED) · V 3:42,98      | 8.          |                             |          | D döntő · Kanada (CAN) · V 3:50,77        | 8.       |       |
| Heather Bergsma Brittany Bowe Mia Manganello Carlijn Schoutens | Női         | Lengyelország (POL) · Gy 2:59,75 | 4.          | Hollandia (NED) · V 3:07,28 | 2.       | Bronzmérkőzés · Kanada (CAN) · Gy 2:59,27 |          |       |

## Jégkorong

### Férfi
- Szövetségi kapitány:  Tony Granato
- Segédedzők:  Keith Allain,  Chris Chelios,  Scott Young

| Amerikai nemzeti férfi jégkorongcsapat-játékoskeret | Amerikai nemzeti férfi jégkorongcsapat-játékoskeret | Amerikai nemzeti férfi jégkorongcsapat-játékoskeret | Amerikai nemzeti férfi jégkorongcsapat-játékoskeret | Amerikai nemzeti férfi jégkorongcsapat-játékoskeret | Amerikai nemzeti férfi jégkorongcsapat-játékoskeret | Amerikai nemzeti férfi jégkorongcsapat-játékoskeret | Amerikai nemzeti férfi jégkorongcsapat-játékoskeret |
| #                                                   | Poszt                                               | Név                                                 | Magasság                                            | Súly                                                | Születési idő                                       | Születési hely                                      | Klub 2017–18-ban                                    |
| --------------------------------------------------- | --------------------------------------------------- | --------------------------------------------------- | --------------------------------------------------- | --------------------------------------------------- | --------------------------------------------------- | --------------------------------------------------- | --------------------------------------------------- |
| 4                                                   | D                                                   | Chad Billins                                        | 5 ft 8 in (173 cm)                                  | 174 lb (79 kg)                                      | 1989. május 26.                                     | Marysville, Michigan                                | Linköpings HC (SHL)                                 |
| 5                                                   | D                                                   | Noah Welch – A                                      | 6 ft 4 in (193 cm)                                  | 220 lb (100 kg)                                     | 1982. augusztus 26.                                 | Brighton, Massachusetts                             | Växjö Lakers (SHL)                                  |
| 7                                                   | F                                                   | John McCarthy                                       | 6 ft 1 in (185 cm)                                  | 194 lb (88 kg)                                      | 1986. augusztus 9.                                  | Boston, Massachusetts                               | San Jose Barracuda (AHL)                            |
| 9                                                   | F                                                   | Brian O’Neill                                       | 5 ft 9 in (175 cm)                                  | 172 lb (78 kg)                                      | 1988. június 1.                                     | Yardley, Pennsylvania                               | Jokerit (KHL)                                       |
| 11                                                  | F                                                   | Garrett Roe                                         | 5 ft 8 in (173 cm)                                  | 181 lb (82 kg)                                      | 1988. február 22.                                   | Vienna, Virginia                                    | EV Zug (NL)                                         |
| 12                                                  | F                                                   | Brian Gionta – C                                    | 5 ft 7 in (170 cm)                                  | 179 lb (81 kg)                                      | 1979. január 18.                                    | Rochester, New York                                 | szabadon igazolható                                 |
| 13                                                  | D                                                   | Ryan Gunderson                                      | 5 ft 10 in (178 cm)                                 | 174 lb (79 kg)                                      | 1985. augusztus 16.                                 | Bensalem Township, Pennsylvania                     | Brynäs IF (SHL)                                     |
| 14                                                  | F                                                   | Broc Little                                         | 5 ft 9 in (175 cm)                                  | 170 lb (77 kg)                                      | 1988. március 24.                                   | Phoenix, Arizona                                    | HC Davos (NL)                                       |
| 15                                                  | F                                                   | Bobby Butler                                        | 6 ft 0 in (183 cm)                                  | 190 lb (86 kg)                                      | 1987. április 26.                                   | Marlborough, Massachusetts                          | Milwaukee Admirals (AHL)                            |
| 16                                                  | F                                                   | Ryan Donato                                         | 6 ft 0 in (183 cm)                                  | 192 lb (87 kg)                                      | 1996. április 9.                                    | Scituate, Massachusetts                             | Harvard University (ECAC)                           |
| 17                                                  | F                                                   | Chris Bourque                                       | 5 ft 8 in (173 cm)                                  | 174 lb (79 kg)                                      | 1986. január 29.                                    | Boston, Massachusetts                               | Hershey Bears (AHL)                                 |
| 18                                                  | F                                                   | Jordan Greenway                                     | 6 ft 6 in (198 cm)                                  | 227 lb (103 kg)                                     | 1997. február 16.                                   | Canton, New York                                    | Boston University (HE)                              |
| 19                                                  | F                                                   | Jim Slater                                          | 6 ft 0 in (183 cm)                                  | 190 lb (86 kg)                                      | 1982. december 9.                                   | Lapeer, Michigan                                    | HC Fribourg-Gottéron (NL)                           |
| 20                                                  | D                                                   | Will Borgen                                         | 6 ft 2 in (188 cm)                                  | 187 lb (85 kg)                                      | 1996. december 19.                                  | Moorhead, Minnesota                                 | St. Cloud State University (NCHC)                   |
| 21                                                  | D                                                   | James Wisniewski                                    | 5 ft 11 in (180 cm)                                 | 203 lb (92 kg)                                      | 1984. február 21.                                   | Canton, Michigan                                    | Kassel Huskies (DEL2)                               |
| 22                                                  | D                                                   | Bobby Sanguinetti                                   | 6 ft 3 in (191 cm)                                  | 190 lb (86 kg)                                      | 1988. február 29.                                   | Trenton, New Jersey                                 | HC Lugano (NL)                                      |
| 23                                                  | F                                                   | Troy Terry                                          | 6 ft 1 in (185 cm)                                  | 174 lb (79 kg)                                      | 1997. szeptember 10.                                | Highlands Ranch, Colorado                           | University of Denver (NCHC)                         |
| 24                                                  | D                                                   | Jonathon Blum                                       | 6 ft 1 in (185 cm)                                  | 187 lb (85 kg)                                      | 1989. január 30.                                    | Long Beach, Kalifornia                              | HC Sochi (KHL)                                      |
| 26                                                  | F                                                   | Mark Arcobello                                      | 5 ft 8 in (173 cm)                                  | 174 lb (79 kg)                                      | 1988. augusztus 12.                                 | Milford, Connecticut                                | SC Bern (NL)                                        |
| 30                                                  | G                                                   | Ryan Zapolski                                       | 6 ft 0 in (183 cm)                                  | 203 lb (92 kg)                                      | 1986. november 11.                                  | Erie, Pennsylvania                                  | Jokerit (KHL)                                       |
| 31                                                  | G                                                   | Brandon Maxwell                                     | 6 ft 1 in (185 cm)                                  | 196 lb (89 kg)                                      | 1991. március 22.                                   | Winter Park, Florida                                | BK Mladá Boleslav (ELH)                             |
| 35                                                  | G                                                   | David Leggio                                        | 6 ft 0 in (183 cm)                                  | 185 lb (84 kg)                                      | 1984. július 31.                                    | Williamsville, New York                             | EHC Red Bull München (DEL)                          |
| 42                                                  | F                                                   | Chad Kolarik                                        | 5 ft 11 in (180 cm)                                 | 183 lb (83 kg)                                      | 1986. január 26.                                    | Abington, Pennsylvania                              | Adler Mannheim (DEL)                                |
| 94                                                  | F                                                   | Ryan Stoa                                           | 6 ft 3 in (191 cm)                                  | 212 lb (96 kg)                                      | 1987. április 13.                                   | Bloomington, Minnesota                              | HC Spartak Moscow (KHL)                             |
| 97                                                  | D                                                   | Matt Gilroy – A                                     | 6 ft 2 in (188 cm)                                  | 203 lb (92 kg)                                      | 1984. július 30.                                    | North Bellmore, New York                            | Jokerit (KHL)                                       |

Csoportkör
B csoport
| Hely. | Csapat                 | M | Gy | HGy | HV | V | G+ | G– | Gk | P | Továbbjutás                       |
| ----- | ---------------------- | - | -- | --- | -- | - | -- | -- | -- | - | --------------------------------- |
| 1.    | Oroszország versenyzői | 3 | 2  | 0   | 0  | 1 | 14 | 5  | +9 | 6 | Továbbjutott a negyeddöntőbe      |
| 2.    | Szlovénia              | 3 | 0  | 2   | 0  | 1 | 8  | 12 | −4 | 4 | A negyeddöntőbe jutásért játszott |
| 3.    | Egyesült Államok       | 3 | 1  | 0   | 1  | 1 | 4  | 8  | −4 | 4 | A negyeddöntőbe jutásért játszott |
| 4.    | Szlovákia              | 3 | 1  | 0   | 1  | 1 | 6  | 7  | −1 | 4 | A negyeddöntőbe jutásért játszott |

| 2018. február 14. 21:10 (13:10) | Egyesült Államok (USA) | 2–3 (h.u.) (1–0, 1–0, 0–2) (h.u.: 0–1) | Szlovénia (SLO) | Kwandong Hockey Center, Phjongcshang Nézőszám: 3348 |

| Jegyzőkönyv | Jegyzőkönyv   | Jegyzőkönyv                      | Jegyzőkönyv    | Jegyzőkönyv                                                                       |
| --- | ------------- | -------------------------------- | -------------- | --------------------------------------------------------------------------------- |
| | Ryan Zapolski | Kapusok                          | Gašper Krošelj | Játékvezetők: Jan Hribik Anssi Salonen Vonalbírók: Roman Kaderli Lukas Kohlmüller |
| \| O'Neill (Roe, Donato) – 17:44 \| 1–0 \| \| \| Greenway (O'Neill, Sanguinetti) – 32:57 \| 2–0 \| \| \| \| 2–1 \| 45:49 – Urbas (Gregorc, Vidmar) \| \| \| 2–2 \| 58:23 – Muršak (Gregorc, Verlič) \| \| \| 2–3 \| 60:38 – Muršak (Tičar, Urbas) \| |               |                                  |                | Játékvezetők: Jan Hribik Anssi Salonen Vonalbírók: Roman Kaderli Lukas Kohlmüller |
| 6 perc | Büntetések    | 6 perc                           |                | Játékvezetők: Jan Hribik Anssi Salonen Vonalbírók: Roman Kaderli Lukas Kohlmüller |
| 36 | Lövések       | 25                               |                | Játékvezetők: Jan Hribik Anssi Salonen Vonalbírók: Roman Kaderli Lukas Kohlmüller |
| O'Neill (Roe, Donato) – 17:44 | 1–0           |                                  |                | Játékvezetők: Jan Hribik Anssi Salonen Vonalbírók: Roman Kaderli Lukas Kohlmüller |
| Greenway (O'Neill, Sanguinetti) – 32:57 | 2–0           |                                  |                | Játékvezetők: Jan Hribik Anssi Salonen Vonalbírók: Roman Kaderli Lukas Kohlmüller |
| | 2–1           | 45:49 – Urbas (Gregorc, Vidmar)  |                | Játékvezetők: Jan Hribik Anssi Salonen Vonalbírók: Roman Kaderli Lukas Kohlmüller |
| | 2–2           | 58:23 – Muršak (Gregorc, Verlič) |                |                                                                                   |
| | 2–3           | 60:38 – Muršak (Tičar, Urbas)    |                |                                                                                   |

| 2018. február 16. 12:10 (4:10) | Egyesült Államok (USA) | 2–1 (1–1, 0–0, 1–0) | Szlovákia (SVK) | Gangneung Hockey Center, Phjongcshang Nézőszám: 5652 |

| Jegyzőkönyv | Jegyzőkönyv   | Jegyzőkönyv                        | Jegyzőkönyv | Jegyzőkönyv                                                                            |
| --- | ------------- | ---------------------------------- | ----------- | -------------------------------------------------------------------------------------- |
| | Ryan Zapolski | Kapusok                            | Ján Laco    | Játékvezetők: Olivier Gouin Tobias Wehrli Vonalbírók: Nicolas Fluri Alexander Otmakhov |
| \| Donato (Terry, Bourque) (PP) – 07:10 \| 1–0 \| \| \| \| 1–1 \| 07:35 – Kudrna (Surový, Čajkovský) \| \| Donato (Arcobello, Bourque) (PP) – 42:51 \| 2–1 \| \| |               |                                    |             | Játékvezetők: Olivier Gouin Tobias Wehrli Vonalbírók: Nicolas Fluri Alexander Otmakhov |
| 4 perc | Büntetések    | 10 perc                            |             | Játékvezetők: Olivier Gouin Tobias Wehrli Vonalbírók: Nicolas Fluri Alexander Otmakhov |
| 31 | Lövések       | 22                                 |             | Játékvezetők: Olivier Gouin Tobias Wehrli Vonalbírók: Nicolas Fluri Alexander Otmakhov |
| Donato (Terry, Bourque) (PP) – 07:10 | 1–0           |                                    |             | Játékvezetők: Olivier Gouin Tobias Wehrli Vonalbírók: Nicolas Fluri Alexander Otmakhov |
| | 1–1           | 07:35 – Kudrna (Surový, Čajkovský) |             | Játékvezetők: Olivier Gouin Tobias Wehrli Vonalbírók: Nicolas Fluri Alexander Otmakhov |
| Donato (Arcobello, Bourque) (PP) – 42:51 | 2–1           |                                    |             | Játékvezetők: Olivier Gouin Tobias Wehrli Vonalbírók: Nicolas Fluri Alexander Otmakhov |

| 2018. február 17. 21:10 (13:10) | Olimpikonok Oroszországból (OAR) | 4–0 (1–0, 2–0, 1–0) | Egyesült Államok (USA) | Gangneung Hockey Center, Phjongcshang Nézőszám: 6473 |

| Jegyzőkönyv | Jegyzőkönyv        | Jegyzőkönyv | Jegyzőkönyv   | Jegyzőkönyv                                                                  |
| --- | ------------------ | ----------- | ------------- | ---------------------------------------------------------------------------- |
| | Vaszilij Kosecskin | Kapusok     | Ryan Zapolski | Játékvezetők: Jozef Kubuš Linus Öhlund Vonalbírók: Vít Lederer Nicolas Fluri |
| \| Prohorkin (Mozjakin, Barabanov) – 07:21 \| 1–0 \| \| \| Prohorkin (Sirokov, Mozjakin) – 22:14 \| 2–0 \| \| \| Kovalcsuk (Andronov) – 39:59 \| 3–0 \| \| \| Kovalcsuk (Vojnov, Andronov) – 40:28 \| 4–0 \| \| |                    |             |               | Játékvezetők: Jozef Kubuš Linus Öhlund Vonalbírók: Vít Lederer Nicolas Fluri |
| 10 perc | Büntetések         | 10 perc     |               | Játékvezetők: Jozef Kubuš Linus Öhlund Vonalbírók: Vít Lederer Nicolas Fluri |
| 26 | Lövések            | 29          |               | Játékvezetők: Jozef Kubuš Linus Öhlund Vonalbírók: Vít Lederer Nicolas Fluri |
| Prohorkin (Mozjakin, Barabanov) – 07:21 | 1–0                |             |               | Játékvezetők: Jozef Kubuš Linus Öhlund Vonalbírók: Vít Lederer Nicolas Fluri |
| Prohorkin (Sirokov, Mozjakin) – 22:14 | 2–0                |             |               | Játékvezetők: Jozef Kubuš Linus Öhlund Vonalbírók: Vít Lederer Nicolas Fluri |
| Kovalcsuk (Andronov) – 39:59 | 3–0                |             |               | Játékvezetők: Jozef Kubuš Linus Öhlund Vonalbírók: Vít Lederer Nicolas Fluri |
| Kovalcsuk (Vojnov, Andronov) – 40:28 | 4–0                |             |               |                                                                              |

Rájátszás a negyeddöntőért
| 2018. február 20. 12:10 (4:10) | Egyesült Államok (USA) | 5–1 (0–0, 3–1, 2–0) | Szlovákia (SVK) | Gangneung Hockey Center, Phjongcshang Nézőszám: 6391 |

| Jegyzőkönyv | Jegyzőkönyv   | Jegyzőkönyv                     | Jegyzőkönyv | Jegyzőkönyv                                                                            |
| --- | ------------- | ------------------------------- | ----------- | -------------------------------------------------------------------------------------- |
| | Ryan Zapolski | Kapusok                         | Ján Laco    | Játékvezetők: Aleksi Rantala Anssi Salonen Vonalbírók: Henrik Pihlblad Sakari Suominen |
| \| Donato (Gilroy, Terry) – 21:36 \| 1–0 \| \| \| Wisniewski (Terry) (PP2) – 22:20 \| 2–0 \| \| \| Arcobello (Terry) – 33:30 \| 3–0 \| \| \| \| 3–1 \| 36:54 – Čerešňák (Graňák, Nagy) \| \| Roe (Little, O'Neill) – 49:52 \| 4–1 \| \| \| Donato (Wisniewski) (PP) – 56:46 \| 5–1 \| \| |               |                                 |             | Játékvezetők: Aleksi Rantala Anssi Salonen Vonalbírók: Henrik Pihlblad Sakari Suominen |
| 8 perc | Büntetések    | 33 perc                         |             | Játékvezetők: Aleksi Rantala Anssi Salonen Vonalbírók: Henrik Pihlblad Sakari Suominen |
| 33 | Lövések       | 23                              |             | Játékvezetők: Aleksi Rantala Anssi Salonen Vonalbírók: Henrik Pihlblad Sakari Suominen |
| Donato (Gilroy, Terry) – 21:36 | 1–0           |                                 |             | Játékvezetők: Aleksi Rantala Anssi Salonen Vonalbírók: Henrik Pihlblad Sakari Suominen |
| Wisniewski (Terry) (PP2) – 22:20 | 2–0           |                                 |             | Játékvezetők: Aleksi Rantala Anssi Salonen Vonalbírók: Henrik Pihlblad Sakari Suominen |
| Arcobello (Terry) – 33:30 | 3–0           |                                 |             | Játékvezetők: Aleksi Rantala Anssi Salonen Vonalbírók: Henrik Pihlblad Sakari Suominen |
| | 3–1           | 36:54 – Čerešňák (Graňák, Nagy) |             |                                                                                        |
| Roe (Little, O'Neill) – 49:52 | 4–1           |                                 |             |                                                                                        |
| Donato (Wisniewski) (PP) – 56:46 | 5–1           |                                 |             |                                                                                        |

Negyeddöntő
| 2018. február 21. 12:10 (4:10) | Csehország (CZE) | 3–2 (sz.) (1–1, 1–1, 0–0) (h.u.: 0–0) (sz.: 1–0) | Egyesült Államok (USA) | Gangneung Hockey Center, Phjongcshang Nézőszám: 2948 |

| Jegyzőkönyv | Jegyzőkönyv    | Jegyzőkönyv                           | Jegyzőkönyv   | Jegyzőkönyv                                                                      |
| --- | -------------- | ------------------------------------- | ------------- | -------------------------------------------------------------------------------- |
| | Pavel Francouz | Kapusok                               | Ryan Zapolski | Játékvezetők: Oliver Gouin Linus Öhlund Vonalbírók: Roman Kaderli Hannu Sormunen |
| \| \| 0–1 \| 06:20 – Donato (Terry) \| \| Kolář (Kovář) – 15:12 \| 1–1 \| \| \| Kundrátek (Růžička, Mozík) – 28:14 \| 2–1 \| \| \| \| 2–2 \| 30:23 – Slater (O'Neill) (SH) \| |                |                                       |               | Játékvezetők: Oliver Gouin Linus Öhlund Vonalbírók: Roman Kaderli Hannu Sormunen |
| Růžička Koukal Kovář Kubalík Kundrátek | Szétlövés      | Bourque Donato Arcobello Terry Butler |               | Játékvezetők: Oliver Gouin Linus Öhlund Vonalbírók: Roman Kaderli Hannu Sormunen |
| 10 perc | Büntetések     | 8 perc                                |               | Játékvezetők: Oliver Gouin Linus Öhlund Vonalbírók: Roman Kaderli Hannu Sormunen |
| 29 | Lövések        | 20                                    |               | Játékvezetők: Oliver Gouin Linus Öhlund Vonalbírók: Roman Kaderli Hannu Sormunen |
| | 0–1            | 06:20 – Donato (Terry)                |               | Játékvezetők: Oliver Gouin Linus Öhlund Vonalbírók: Roman Kaderli Hannu Sormunen |
| Kolář (Kovář) – 15:12 | 1–1            |                                       |               | Játékvezetők: Oliver Gouin Linus Öhlund Vonalbírók: Roman Kaderli Hannu Sormunen |
| Kundrátek (Růžička, Mozík) – 28:14 | 2–1            |                                       |               |                                                                                  |
| | 2–2            | 30:23 – Slater (O'Neill) (SH)         |               |                                                                                  |

| Csapat                 | Helyezés |
| ---------------------- | -------- |
| Egyesült Államok (USA) | 7.       |

### Női
- Szövetségi kapitány:  Robb Stauber
- Segédedzők:  Brett Strot,  Paul Mara

| Amerikai nemzeti női jégkorongcsapat-játékoskeret | Amerikai nemzeti női jégkorongcsapat-játékoskeret | Amerikai nemzeti női jégkorongcsapat-játékoskeret | Amerikai nemzeti női jégkorongcsapat-játékoskeret | Amerikai nemzeti női jégkorongcsapat-játékoskeret | Amerikai nemzeti női jégkorongcsapat-játékoskeret | Amerikai nemzeti női jégkorongcsapat-játékoskeret | Amerikai nemzeti női jégkorongcsapat-játékoskeret |
| #                                                 | Poszt                                             | Név                                               | Magasság                                          | Súly                                              | Születési idő                                     | Klub 2017–18-ban                                  |                                                   |
| ------------------------------------------------- | ------------------------------------------------- | ------------------------------------------------- | ------------------------------------------------- | ------------------------------------------------- | ------------------------------------------------- | ------------------------------------------------- | ------------------------------------------------- |
| 2                                                 | D                                                 | Lee Stecklein                                     | 6 ft 0 in (1,83 m)                                | 174 lb (79 kg)                                    | 1994. április 23.                                 | Univ. of Minnesota                                |                                                   |
| 3                                                 | D                                                 | Cayla Barnes                                      | 5 ft 1 in (1,55 m)                                | 146 lb (66 kg)                                    | 1999. január 7.                                   | Boston College                                    |                                                   |
| 5                                                 | D                                                 | Megan Keller                                      | 5 ft 11 in (1,80 m)                               | 161 lb (73 kg)                                    | 1996. május 1.                                    | Boston College                                    |                                                   |
| 6                                                 | D                                                 | Kali Flanagan                                     | 5 ft 4 in (1,63 m)                                | 141 lb (64 kg)                                    | 1995. szeptember 19.                              | Boston College                                    |                                                   |
| 7                                                 | F                                                 | Monique Lamoureux-Morando                         | 5 ft 6 in (1,68 m)                                | 148 lb (67 kg)                                    | 1989. július 3.                                   | Minnesota Whitecaps                               |                                                   |
| 8                                                 | D                                                 | Emily Pfalzer                                     | 5 ft 3 in (1,60 m)                                | 126 lb (57 kg)                                    | 1993. június 14.                                  | Buffalo Beauts                                    |                                                   |
| 10                                                | F                                                 | Meghan Duggan – C                                 | 5 ft 10 in (1,78 m)                               | 163 lb (74 kg)                                    | 1987. szeptember 3.                               | Boston Pride                                      |                                                   |
| 11                                                | F                                                 | Haley Skarupa                                     | 5 ft 6 in (1,68 m)                                | 141 lb (64 kg)                                    | 1994. január 3.                                   | Boston Pride                                      |                                                   |
| 12                                                | F                                                 | Kelly Pannek                                      | 5 ft 8 in (1,73 m)                                | 165 lb (75 kg)                                    | 1995. december 29.                                | Univ. of Minnesota                                |                                                   |
| 14                                                | F                                                 | Brianna Decker – A                                | 5 ft 4 in (1,63 m)                                | 150 lb (68 kg)                                    | 1991. május 13.                                   | Boston Pride                                      |                                                   |
| 17                                                | F                                                 | Jocelyne Lamoureux-Davidson                       | 5 ft 6 in (1,68 m)                                | 150 lb (68 kg)                                    | 1989. július 3.                                   | Minnesota Whitecaps                               |                                                   |
| 19                                                | F                                                 | Gigi Marvin                                       | 5 ft 8 in (1,73 m)                                | 159 lb (72 kg)                                    | 1987. március 7.                                  | Boston Pride                                      |                                                   |
| 20                                                | F                                                 | Hannah Brandt                                     | 5 ft 6 in (1,68 m)                                | 150 lb (68 kg)                                    | 1993. november 27.                                | Minnesota Whitecaps                               |                                                   |
| 21                                                | F                                                 | Hilary Knight                                     | 5 ft 11 in (1,80 m)                               | 174 lb (79 kg)                                    | 1989. július 12.                                  | Boston Pride                                      |                                                   |
| 22                                                | D                                                 | Kacey Bellamy – A                                 | 5 ft 7 in (1,70 m)                                | 146 lb (66 kg)                                    | 1987. április 22.                                 | Boston Pride                                      |                                                   |
| 23                                                | D                                                 | Sidney Morin                                      | 5 ft 5 in (1,65 m)                                | 128 lb (58 kg)                                    | 1995. június 6.                                   | Modo Hockey                                       |                                                   |
| 24                                                | F                                                 | Dani Cameranesi                                   | 5 ft 5 in (1,65 m)                                | 148 lb (67 kg)                                    | 1995. június 30.                                  | Univ. of Minnesota                                |                                                   |
| 26                                                | F                                                 | Kendall Coyne                                     | 5 ft 2 in (1,57 m)                                | 123 lb (56 kg)                                    | 1992. május 25.                                   | Minnesota Whitecaps                               |                                                   |
| 28                                                | F                                                 | Amanda Kessel                                     | 5 ft 5 in (1,65 m)                                | 137 lb (62 kg)                                    | 1991. augusztus 28.                               | Metropolitan Riveters                             |                                                   |
| 29                                                | G                                                 | Nicole Hensley                                    | 5 ft 7 in (1,70 m)                                | 154 lb (70 kg)                                    | 1994. június 23.                                  | Lindenwood Univ.                                  |                                                   |
| 33                                                | G                                                 | Alex Rigsby                                       | 5 ft 7 in (1,70 m)                                | 150 lb (68 kg)                                    | 1992. január 3.                                   | Minnesota Whitecaps                               |                                                   |
| 35                                                | G                                                 | Maddie Rooney                                     | 5 ft 5 in (1,65 m)                                | 146 lb (66 kg)                                    | 1997. július 1.                                   | Univ. of Minnesota Duluth                         |                                                   |
| 37                                                | F                                                 | Amanda Pelkey                                     | 5 ft 3 in (1,60 m)                                | 134 lb (61 kg)                                    | 1993. május 29.                                   | Boston Pride                                      |                                                   |

Csoportkör
A csoport
| Hely. | Csapat                 | M | Gy | HGy | HV | V | G+ | G– | Gk  | P | Továbbjutás                  |
| ----- | ---------------------- | - | -- | --- | -- | - | -- | -- | --- | - | ---------------------------- |
| 1.    | Kanada                 | 3 | 3  | 0   | 0  | 0 | 11 | 2  | +9  | 9 | Továbbjutott az elődöntőbe   |
| 2.    | Egyesült Államok       | 3 | 2  | 0   | 0  | 1 | 9  | 3  | +6  | 6 | Továbbjutott az elődöntőbe   |
| 3.    | Finnország             | 3 | 1  | 0   | 0  | 2 | 7  | 8  | −1  | 3 | Továbbjutott a negyeddöntőbe |
| 4.    | Oroszország versenyzői | 3 | 0  | 0   | 0  | 3 | 1  | 15 | −14 | 0 | Továbbjutott a negyeddöntőbe |

| 2018. február 11. 16:40 (8:40) | Finnország (FIN) | 1–3 (1–0, 0–2, 0–1) | Egyesült Államok (USA) | Kwandong Hockey Center, Phjongcshang Nézőszám: 4032 |

| Jegyzőkönyv | Jegyzőkönyv | Jegyzőkönyv                       | Jegyzőkönyv   | Jegyzőkönyv                                                                             |
| --- | ----------- | --------------------------------- | ------------- | --------------------------------------------------------------------------------------- |
| | Noora Räty  | Kapusok                           | Maddie Rooney | Játékvezetők: Nicole Hertrich Aina Hove Vonalbírók: Charlotte Girard Veronica Johansson |
| \| Hovi (Nieminen, Välimäki) – 19:54 \| 1–0 \| \| \| \| 1–1 \| 28:58 – Lamoureux \| \| \| 1–2 \| 31:29 – Coyne (Knight, Decker) \| \| \| 1–3 \| 59:47 – Cameranesi (Keller) (ENG) \| |             |                                   |               | Játékvezetők: Nicole Hertrich Aina Hove Vonalbírók: Charlotte Girard Veronica Johansson |
| 8 perc | Büntetések  | 4 perc                            |               | Játékvezetők: Nicole Hertrich Aina Hove Vonalbírók: Charlotte Girard Veronica Johansson |
| 24 | Lövések     | 42                                |               | Játékvezetők: Nicole Hertrich Aina Hove Vonalbírók: Charlotte Girard Veronica Johansson |
| Hovi (Nieminen, Välimäki) – 19:54 | 1–0         |                                   |               | Játékvezetők: Nicole Hertrich Aina Hove Vonalbírók: Charlotte Girard Veronica Johansson |
| | 1–1         | 28:58 – Lamoureux                 |               | Játékvezetők: Nicole Hertrich Aina Hove Vonalbírók: Charlotte Girard Veronica Johansson |
| | 1–2         | 31:29 – Coyne (Knight, Decker)    |               | Játékvezetők: Nicole Hertrich Aina Hove Vonalbírók: Charlotte Girard Veronica Johansson |
| | 1–3         | 59:47 – Cameranesi (Keller) (ENG) |               |                                                                                         |

| 2018. február 13. 21:10 (13:10) | Egyesült Államok (USA) | 5–0 (1–0, 3–0, 1–0) | Olimpikonok Oroszországból (OAR) | Kwandong Hockey Center, Phjongcshang Nézőszám: 3797 |

| Jegyzőkönyv | Jegyzőkönyv    | Jegyzőkönyv | Jegyzőkönyv                            | Jegyzőkönyv                                                                                          |
| --- | -------------- | ----------- | -------------------------------------- | --- |
| | Nicole Hensley | Kapusok     | Valerija Tarakanova Nagyezsda Morozova | Játékvezetők: Gabrielle Ariano-Lortie Gabriella Gran Vonalbírók: Zuzana Svobodová Johanna Tauriainen |
| \| Bellamy (Lamoureux-Davidson, Marvin) – 08:02 \| 1–0 \| \| \| Lamoureux-Davidson (Lamoureux-Morando) – 31:46 \| 2–0 \| \| \| Lamoureux-Davidson – 31:52 \| 3–0 \| \| \| Marvin (Pelkey, Duggan) – 34:38 \| 4–0 \| \| \| Brandt (Cameranesi, Keller) – 58:23 \| 5–0 \| \| |                |             |                                        | Játékvezetők: Gabrielle Ariano-Lortie Gabriella Gran Vonalbírók: Zuzana Svobodová Johanna Tauriainen |
| 2 perc | Büntetések     | 6 perc      |                                        | Játékvezetők: Gabrielle Ariano-Lortie Gabriella Gran Vonalbírók: Zuzana Svobodová Johanna Tauriainen |
| 50 | Lövések        | 13          |                                        | Játékvezetők: Gabrielle Ariano-Lortie Gabriella Gran Vonalbírók: Zuzana Svobodová Johanna Tauriainen |
| Bellamy (Lamoureux-Davidson, Marvin) – 08:02 | 1–0            |             |                                        | Játékvezetők: Gabrielle Ariano-Lortie Gabriella Gran Vonalbírók: Zuzana Svobodová Johanna Tauriainen |
| Lamoureux-Davidson (Lamoureux-Morando) – 31:46 | 2–0            |             |                                        | Játékvezetők: Gabrielle Ariano-Lortie Gabriella Gran Vonalbírók: Zuzana Svobodová Johanna Tauriainen |
| Lamoureux-Davidson – 31:52 | 3–0            |             |                                        | Játékvezetők: Gabrielle Ariano-Lortie Gabriella Gran Vonalbírók: Zuzana Svobodová Johanna Tauriainen |
| Marvin (Pelkey, Duggan) – 34:38 | 4–0            |             |                                        | |
| Brandt (Cameranesi, Keller) – 58:23 | 5–0            |             |                                        | |

| 2018. február 15. 12:10 (4:10) | Egyesült Államok (USA) | 1–2 (0–0, 0–2, 1–0) | Kanada (CAN) | Kwandong Hockey Center, Phjongcshang Nézőszám: 3885 |

| Jegyzőkönyv | Jegyzőkönyv   | Jegyzőkönyv                           | Jegyzőkönyv       | Jegyzőkönyv                                                                             |
| --- | ------------- | ------------------------------------- | ----------------- | --------------------------------------------------------------------------------------- |
| | Maddie Rooney | Kapusok                               | Geneviève Lacasse | Játékvezetők: Aina Hove Katarina Timglas Vonalbírók: Jenni Heikkinen Veronica Johansson |
| \| \| 0–1 \| 27:18 – Agosta (Spooner, Jenner) (PP) \| \| \| 0–2 \| 34:56 – Nurse (Larocque) \| \| Coyne (Decker) – 40:23 \| 1–2 \| \| |               |                                       |                   | Játékvezetők: Aina Hove Katarina Timglas Vonalbírók: Jenni Heikkinen Veronica Johansson |
| 12 perc | Büntetések    | 8 perc                                |                   | Játékvezetők: Aina Hove Katarina Timglas Vonalbírók: Jenni Heikkinen Veronica Johansson |
| 45 | Lövések       | 23                                    |                   | Játékvezetők: Aina Hove Katarina Timglas Vonalbírók: Jenni Heikkinen Veronica Johansson |
| | 0–1           | 27:18 – Agosta (Spooner, Jenner) (PP) |                   | Játékvezetők: Aina Hove Katarina Timglas Vonalbírók: Jenni Heikkinen Veronica Johansson |
| | 0–2           | 34:56 – Nurse (Larocque)              |                   | Játékvezetők: Aina Hove Katarina Timglas Vonalbírók: Jenni Heikkinen Veronica Johansson |
| Coyne (Decker) – 40:23 | 1–2           |                                       |                   | Játékvezetők: Aina Hove Katarina Timglas Vonalbírók: Jenni Heikkinen Veronica Johansson |

Elődöntő
| 2018. február 19. 13:10 (5:10) | Egyesült Államok (USA) | 5–0 (2–0, 2–0, 1–0) | Finnország (FIN) | Kwandong Hockey Center, Phjongcshang Nézőszám: 5173 |

| Jegyzőkönyv | Jegyzőkönyv   | Jegyzőkönyv | Jegyzőkönyv | Jegyzőkönyv                                                                           |
| --- | ------------- | ----------- | ----------- | ------------------------------------------------------------------------------------- |
| | Maddie Rooney | Kapusok     | Noora Räty  | Játékvezetők: Nikoleta Celárová Nicole Hertrich Vonalbírók: Nataša Pagon Justine Todd |
| \| Marvin (Duggan, Pelkey) – 02:25 \| 1–0 \| \| \| Cameranesi – 18:38 \| 2–0 \| \| \| Lamoureux (Pannek, Cameranesi) (PP2) – 33:21 \| 3–0 \| \| \| Knight (Morin, Coyne) (PP) – 33:55 \| 4–0 \| \| \| Cameranesi (Brandt, Kessel) (PP) – 40:45 \| 5–0 \| \| |               |             |             | Játékvezetők: Nikoleta Celárová Nicole Hertrich Vonalbírók: Nataša Pagon Justine Todd |
| 6 perc | Büntetések    | 12 perc     |             | Játékvezetők: Nikoleta Celárová Nicole Hertrich Vonalbírók: Nataša Pagon Justine Todd |
| 38 | Lövések       | 14          |             | Játékvezetők: Nikoleta Celárová Nicole Hertrich Vonalbírók: Nataša Pagon Justine Todd |
| Marvin (Duggan, Pelkey) – 02:25 | 1–0           |             |             | Játékvezetők: Nikoleta Celárová Nicole Hertrich Vonalbírók: Nataša Pagon Justine Todd |
| Cameranesi – 18:38 | 2–0           |             |             | Játékvezetők: Nikoleta Celárová Nicole Hertrich Vonalbírók: Nataša Pagon Justine Todd |
| Lamoureux (Pannek, Cameranesi) (PP2) – 33:21 | 3–0           |             |             | Játékvezetők: Nikoleta Celárová Nicole Hertrich Vonalbírók: Nataša Pagon Justine Todd |
| Knight (Morin, Coyne) (PP) – 33:55 | 4–0           |             |             |                                                                                       |
| Cameranesi (Brandt, Kessel) (PP) – 40:45 | 5–0           |             |             |                                                                                       |

Döntő
| 2018. február 22. 13:10 (5:10) | Kanada (CAN) | 2–3 (sz.) (0–1, 2–0, 0–1) (h.u.:: 0–0) (sz.: 0–1) | Egyesült Államok (USA) | Gangneung Hockey Centre, Phjongcshang Nézőszám: 4467 |

| Jegyzőkönyv | Jegyzőkönyv      | Jegyzőkönyv                                            | Jegyzőkönyv   | Jegyzőkönyv                                                                               |
| --- | ---------------- | ------------------------------------------------------ | ------------- | ----------------------------------------------------------------------------------------- |
| | Shannon Szabados | Kapusok                                                | Maddie Rooney | Játékvezetők: Nicole Hertrich Katarina Timglas Vonalbírók: Lisa Linnek Johanna Tauriainen |
| \| \| 0–1 \| 19:34 – Knight (Morin, Decker) (PP) \| \| Irwin (Turnbull) – 22:00 \| 1–1 \| \| \| Poulin (Agosta, Daoust) – 26:55 \| 2–1 \| \| \| \| 2–2 \| 53:39 – Lamoureux-Morando (Pannek) \| |                  |                                                        |               | Játékvezetők: Nicole Hertrich Katarina Timglas Vonalbírók: Lisa Linnek Johanna Tauriainen |
| Spooner Agosta Poulin Daoust Jenner Agosta | Szétlövés        | Marvin Brandt Pfalzer Kessel Knight Lamoureux-Davidson |               | Játékvezetők: Nicole Hertrich Katarina Timglas Vonalbírók: Lisa Linnek Johanna Tauriainen |
| 12 perc | Büntetések       | 6 perc                                                 |               | Játékvezetők: Nicole Hertrich Katarina Timglas Vonalbírók: Lisa Linnek Johanna Tauriainen |
| 31 | Lövések          | 42                                                     |               | Játékvezetők: Nicole Hertrich Katarina Timglas Vonalbírók: Lisa Linnek Johanna Tauriainen |
| | 0–1              | 19:34 – Knight (Morin, Decker) (PP)                    |               | Játékvezetők: Nicole Hertrich Katarina Timglas Vonalbírók: Lisa Linnek Johanna Tauriainen |
| Irwin (Turnbull) – 22:00 | 1–1              |                                                        |               | Játékvezetők: Nicole Hertrich Katarina Timglas Vonalbírók: Lisa Linnek Johanna Tauriainen |
| Poulin (Agosta, Daoust) – 26:55 | 2–1              |                                                        |               |                                                                                           |
| | 2–2              | 53:39 – Lamoureux-Morando (Pannek)                     |               |                                                                                           |

| Csapat                 | Helyezés |
| ---------------------- | -------- |
| Egyesült Államok (USA) |          |

## Műkorcsolya
| Versenyző                           | Versenyszám  | Rövid program | Rövid program | Kűr    | Kűr   | Összesítés | Összesítés |
| Versenyző                           | Versenyszám  | Pont          | Hely.         | Pont   | Hely. | Pont       | Helyezés   |
| ----------------------------------- | ------------ | ------------- | ------------- | ------ | ----- | ---------- | ---------- |
| Nathan Chen                         | Férfi egyéni | 82,27         | 17.           | 215,08 | 1.    | 297,35     | 5.         |
| Adam Rippon                         | Férfi egyéni | 87,95         | 7.            | 171,41 | 10.   | 259,36     | 10.        |
| Vincent Zhou                        | Férfi egyéni | 84,53         | 12.           | 192,16 | 6.    | 276,69     | 6.         |
| Karen Chen                          | Női egyéni   | 65,90         | 10.           | 119,75 | 11.   | 185,65     | 11.        |
| Mirai Nagasu                        | Női egyéni   | 66,93         | 9.            | 119,61 | 12.   | 186,54     | 10.        |
| Bradie Tennell                      | Női egyéni   | 64,01         | 11.           | 128,24 | 9.    | 192,35     | 9.         |
| Alexa Scimeca Knierim Chris Knierim | Páros        | 65,55         | 14.           | 120,27 | 15.   | 185,82     | 15.        |
| Madison Chock Evan Bates            | Jégtánc      | 75,45         | 7.            | 100,13 | 12.   | 175,58     | 9.         |
| Madison Hubbell Zachary Donahue     | Jégtánc      | 77,75         | 3.            | 109,94 | 5.    | 187,69     | 4.         |
| Maia Shibutani Alex Shibutani       | Jégtánc      | 77,73         | 4.            | 114,86 | 3.    | 192,59     |            |

Csapat
| Versenyző | Versenyszám   | Rövid program    | Rövid program    | Rövid program    | Rövid program    | Rövid program | Rövid program | Kűr              | Kűr              | Kűr              | Kűr              | Kűr        | Kűr        |
| Versenyző | Versenyszám   | Férfi            | Női              | Páros            | Jégtánc          | Összesítés    | Összesítés    | Férfi            | Női              | Páros            | Jégtánc          | Összesítés | Összesítés |
| Versenyző | Versenyszám   | Pont Csapat pont | Pont Csapat pont | Pont Csapat pont | Pont Csapat pont | Pont          | Hely.         | Pont Csapat pont | Pont Csapat pont | Pont Csapat pont | Pont Csapat pont | Pont       | Helyezés   |
| --- | ------------- | ---------------- | ---------------- | ---------------- | ---------------- | ------------- | ------------- | ---------------- | ---------------- | ---------------- | ---------------- | ---------- | ---------- |
| Nathan Chen (F) (RP) Adam Rippon (F) (K) Bradie Tennell (N) (RP) Mirai Nagasu (N) (K) Alexa Scimeca Knierim / Chris Knierim (P) Maia Shibutani / Alex Shibutani (J) | Csapatverseny | 80,61 7          | 68,94 6          | 69,75 7          | 75,46 9          | 29            | 3.            | 172,98 8         | 137,53 9         | 126,56 7         | 112,01 9         | 62         |            |

## Rövidpályás gyorskorcsolya
Férfi
| Versenyző                                              | Versenyszám  | Előfutam | Előfutam | Negyeddöntő | Negyeddöntő | Elődöntő | Elődöntő | B döntő  | B döntő | Döntő    | Döntő   | Helyezés |
| Versenyző                                              | Versenyszám  | Idő      | Hely.    | Idő         | Hely.       | Idő      | Hely.    | Idő      | Hely.   | Idő      | Hely.   | Helyezés |
| ------------------------------------------------------ | ------------ | -------- | -------- | ----------- | ----------- | -------- | -------- | -------- | ------- | -------- | ------- | -------- |
| J. R. Celski                                           | 1000 m       | 1:31,812 | 3.       | kiesett     | kiesett     | kiesett  | kiesett  | kiesett  | kiesett | kiesett  | kiesett | 24.      |
| J. R. Celski                                           | 1500 m       | 2:19,028 | 3.       |             |             | kizárták | kizárták | kiesett  | kiesett | kiesett  | kiesett | 22.      |
| Thomas Hong                                            | 500 m        | 43,096   | 3.       | kiesett     | kiesett     | kiesett  | kiesett  | kiesett  | kiesett | kiesett  | kiesett | 23.      |
| John-Henry Krueger                                     | 500 m        | 41,0008  | 4.       | kiesett     | kiesett     | kiesett  | kiesett  | kiesett  | kiesett | kiesett  | kiesett | 25.      |
| John-Henry Krueger                                     | 1000 m       | 1:25,913 | 1.       | 1:24,598    | 3. ADV      | 1:24,187 | 1.       |          |         | 1:24,864 | 2.      |          |
| John-Henry Krueger                                     | 1500 m       | 2:15,671 | 1.       |             |             | kizárták | kizárták | kiesett  | kiesett | kiesett  | kiesett | 19.      |
| Aaron Tran                                             | 500 m        | kizárták | kizárták | kiesett     | kiesett     | kiesett  | kiesett  | kiesett  | kiesett | kiesett  | kiesett | –        |
| Aaron Tran                                             | 1500 m       | 2:14,133 | 3.       |             |             | 2:13,487 | 4.       | 2:27,127 | 5.      |          |         | 12.      |
| J. R. Celski John-Henry Krueger Thomas Hong Aaron Tran | 5000 m váltó |          |          |             |             | 6:36,867 | 3.       | 6:52,708 | 1.      |          |         | 5.       |

Női
| Versenyző        | Versenyszám | Előfutam | Előfutam | Negyeddöntő | Negyeddöntő | Elődöntő | Elődöntő | B döntő | B döntő | Döntő   | Döntő   | Helyezés |
| Versenyző        | Versenyszám | Idő      | Hely.    | Idő         | Hely.       | Idő      | Hely.    | Idő     | Hely.   | Idő     | Hely.   | Helyezés |
| ---------------- | ----------- | -------- | -------- | ----------- | ----------- | -------- | -------- | ------- | ------- | ------- | ------- | -------- |
| Maame Biney      | 500 m       | 43,665   | 2.       | 44,772      | 4.          | kiesett  | kiesett  | kiesett | kiesett | kiesett | kiesett | 14.      |
| Maame Biney      | 1500 m      | 2:31,819 | 6.       |             |             | kiesett  | kiesett  | kiesett | kiesett | kiesett | kiesett | 31.      |
| Lana Gehring     | 500 m       | 43,825   | 3.       | kiesett     | kiesett     | kiesett  | kiesett  | kiesett | kiesett | kiesett | kiesett | 21.      |
| Lana Gehring     | 1000 m      | kizárták | kizárták | kiesett     | kiesett     | kiesett  | kiesett  | kiesett | kiesett | kiesett | kiesett | –        |
| Lana Gehring     | 1500 m      | 2:27,336 | 5.       |             |             | kiesett  | kiesett  | kiesett | kiesett | kiesett | kiesett | 26.      |
| Jessica Kooreman | 1000 m      | 1:31,657 | 3.       | kiesett     | kiesett     | kiesett  | kiesett  | kiesett | kiesett | kiesett | kiesett | 22.      |
| Jessica Kooreman | 1500 m      | kizárták | kizárták |             |             | kiesett  | kiesett  | kiesett | kiesett | kiesett | kiesett | –        |

## Síakrobatika
Ugrás
| Versenyző       | Versenyszám | Selejtező  | Selejtező  | Selejtező  | Selejtező  | Döntő      | Döntő      | Döntő      | Döntő      | Döntő      | Helyezés |
| Versenyző       | Versenyszám | 1. forduló | 1. forduló | 2. forduló | 2. forduló | 1. forduló | 1. forduló | 2. forduló | 2. forduló | 3. forduló | Helyezés |
| Versenyző       | Versenyszám | Pont       | Hely.      | Pont       | Hely.      | Pont       | Hely.      | Pont       | Hely.      | Pont       | Helyezés |
| --------------- | ----------- | ---------- | ---------- | ---------- | ---------- | ---------- | ---------- | ---------- | ---------- | ---------- | -------- |
| Mac Bohonnon    | Férfi       | 85,97      | 23.        | 112,396    | 11.        | kiesett    | kiesett    | kiesett    | kiesett    | kiesett    | 17.      |
| Jonathon Lillis | Férfi       | 127,44     | 1.         | kiemelt    | kiemelt    | 121,68     | 7.         | 95,47      | 8.         | kiesett    | 8.       |
| Eric Loughran   | Férfi       | 86,28      | 22.        | 72,40      | 19.        | kiesett    | kiesett    | kiesett    | kiesett    | kiesett    | 25.      |
| Ashley Caldwell | Női         | 81,81      | 11.        | 81,81      | 11.        | kiesett    | kiesett    | kiesett    | kiesett    | kiesett    | 17.      |
| Kiley McKinnon  | Női         | 72,26      | 17.        | 87,88      | 5.         | 80,95      | 10.        | kiesett    | kiesett    | kiesett    | 10.      |
| Madison Olsen   | Női         | 87,88      | 9.         | 87,88      | 6.         | 85,36      | 8.         | 83,23      | 6.         | 47,23      | 6.       |

Félcső
| Versenyző           | Versenyszám | Selejtező | Selejtező | Selejtező     | Selejtező | Döntő    | Döntő    | Döntő    | Döntő         | Döntő    |
| Versenyző           | Versenyszám | 1. futam  | 2. futam  | Jobb eredmény | Hely.     | 1. futam | 2. futam | 3. futam | Jobb eredmény | Helyezés |
| ------------------- | ----------- | --------- | --------- | ------------- | --------- | -------- | -------- | -------- | ------------- | -------- |
| Aaron Blunck        | Férfi       | 63,20     | 94,40     | 94,40         | 1.        | 81,40    | 5,60     | 84,80    | 84,80         | 7.       |
| Alex Ferreira       | Férfi       | 92,60     | 43,40     | 92,60         | 2.        | 92,60    | 96,00    | 96,40    | 96,40         |          |
| David Wise          | Férfi       | 24,80     | 79,60     | 79,60         | 8.        | 17,00    | 6,40     | 97,20    | 97,20         |          |
| Torin Yater-Wallace | Férfi       | 89,60     | 33,60     | 89,60         | 3.        | 65,20    | 28,80    | 12,20    | 65,20         | 9.       |
| Maddie Bowman       | Női         | 83,60     | 83,80     | 83,80         | 6.        | 25,80    | 26,40    | 27,00    | 27,00         | 11.      |
| Annalisa Drew       | Női         | 85,40     | 86,00     | 86,00         | 4.        | 86,80    | 73,00    | 90,80    | 90,80         | 4.       |
| Devin Logan         | Női         | 71,60     | 25,60     | 71,60         | 15.       | kiesett  | kiesett  | kiesett  | kiesett       | kiesett  |
| Brita Sigourney     | Női         | 90,60     | 90,60     | 90,60         | 3.        | 89,80    | 88,60    | 91,60    | 91,60         |          |

Mogul
| Versenyző      | Versenyszám | Selejtező | Selejtező | Selejtező | Selejtező | Selejtező | Selejtező | Selejtező | Selejtező | Döntő    | Döntő    | Döntő    | Döntő    | Döntő    | Döntő    | Döntő    | Döntő    | Döntő    | Döntő    | Döntő    | Helyezés |
| Versenyző      | Versenyszám | 1. futam  | 1. futam  | 1. futam  | 1. futam  | 2. futam  | 2. futam  | 2. futam  | 2. futam  | 1. futam | 1. futam | 1. futam | 1. futam | 2. futam | 2. futam | 2. futam | 2. futam | 3. futam | 3. futam | 3. futam | Helyezés |
| Versenyző      | Versenyszám | Idő       | Pont      | Össz.     | Hely.     | Idő       | Pont      | Össz.     | Hely.     | Idő      | Pont     | Össz.    | Hely.    | Idő      | Pont     | Össz.    | Hely.    | Idő      | Pont     | Össz.    | Helyezés |
| -------------- | ----------- | --------- | --------- | --------- | --------- | --------- | --------- | --------- | --------- | -------- | -------- | -------- | -------- | -------- | -------- | -------- | -------- | -------- | -------- | -------- | -------- |
| Casey Andringa | Férfi       | 26,04     | 61,79     | 75,25     | 14.       | 25,57     | 63,09     | 77,37     | 3.        | 25,23    | 66,00    | 80,73    | 5.       | 24,94    | 65,69    | 80,80    | 3.       | 25,86    | 61,60    | 75,50    | 5.       |
| Troy Murphy    | Férfi       | 25,40     | 66,44     | 80,95     | 4.        | kiemelt   | kiemelt   | kiemelt   | kiemelt   | 25,36    | 58,16    | 72,72    | 17.      | kiesett  | kiesett  | kiesett  | kiesett  | kiesett  | kiesett  | kiesett  | 17.      |
| Emerson Smith  | Férfi       | 25,41     | 58,10     | 72,59     | 22.       | 25,34     | 59,47     | 73,94     | 13.       | kiesett  | kiesett  | kiesett  | kiesett  | kiesett  | kiesett  | kiesett  | kiesett  | kiesett  | kiesett  | kiesett  | 23.      |
| Bradley Wilson | Férfi       | 24,38     | 59,40     | 75,25     | 15.       | 24,76     | 60,98     | 76,33     | 4.        | 23,37    | 45,52    | 62,74    | 18.      | kiesett  | kiesett  | kiesett  | kiesett  | kiesett  | kiesett  | kiesett  | 18.      |
| Tess Johnson   | Női         | 30,56     | 51,99     | 65,55     | 22.       | 30,97     | 62,23     | 75,33     | 1.        | 30,68    | 60,67    | 74,10    | 9.       | 30,77    | 57,17    | 70,49    | 12.      | kiesett  | kiesett  | kiesett  | 12.      |
| Jaelin Kauf    | Női         | 28,91     | 62,03     | 77,45     | 5.        | kiemelt   | kiemelt   | kiemelt   | kiemelt   | 28,79    | 63,17    | 78,73    | 2.       | 28,74    | 60,52    | 76,03    | 7.       | kiesett  | kiesett  | kiesett  | 7.       |
| Keaton McCargo | Női         | 29,84     | 61,30     | 75,67     | 8.        | kiemelt   | kiemelt   | kiemelt   | kiemelt   | 30,04    | 62,73    | 76,88    | 3.       | 29,54    | 61,02    | 75,79    | 8.       | kiesett  | kiesett  | kiesett  | 8.       |
| Morgan Schild  | Női         | 29,76     | 63,28     | 77,74     | 3.        | kiemelt   | kiemelt   | kiemelt   | kiemelt   | 30,80    | 58,94    | 72,23    | 15.      | kiesett  | kiesett  | kiesett  | kiesett  | kiesett  | kiesett  | kiesett  | 15.      |

Slopestyle
| Versenyző       | Versenyszám | Selejtező | Selejtező | Selejtező     | Selejtező | Döntő    | Döntő    | Döntő    | Döntő         | Döntő    |
| Versenyző       | Versenyszám | 1. futam  | 2. futam  | Jobb eredmény | Hely.     | 1. futam | 2. futam | 3. futam | Jobb eredmény | Helyezés |
| --------------- | ----------- | --------- | --------- | ------------- | --------- | -------- | -------- | -------- | ------------- | -------- |
| Nick Goepper    | Férfi       | 92,80     | 85,00     | 92,80         | 5.        | 59,00    | 69,00    | 93,60    | 93,60         |          |
| Alexander Hall  | Férfi       | 69,80     | 77,80     | 77,80         | 16.       | kiesett  | kiesett  | kiesett  | kiesett       | kiesett  |
| Gus Kenworthy   | Férfi       | 88,60     | 90,80     | 90,80         | 7.        | 35,00    | 20,00    | 32,00    | 35,00         | 12.      |
| McRae Williams  | Férfi       | 81,60     | 26,40     | 81,60         | 15.       | kiesett  | kiesett  | kiesett  | kiesett       | kiesett  |
| Caroline Claire | Női         | 20,00     | 16,40     | 20,00         | 23.       | kiesett  | kiesett  | kiesett  | kiesett       | kiesett  |
| Devin Logan     | Női         | 84,80     | 37,60     | 84,80         | 6.        | 22,60    | 56,80    | 10,60    | 56,80         | 10.      |
| Darian Stevens  | Női         | 8,20      | 64,00     | 64,00         | 17.       | kiesett  | kiesett  | kiesett  | kiesett       | kiesett  |
| Maggie Voisin   | Női         | 72,80     | 73,00     | 73,00         | 12.       | 26,40    | 37,60    | 81,20    | 81,20         | 4.       |

## Sífutás
Távolsági
Férfi
| Versenyző                                                 | Versenyszám     | Klasszikus | Klasszikus | Szabad  | Szabad | Összesen  | Összesen |
| Versenyző                                                 | Versenyszám     | Idő        | Hely.      | Idő     | Hely.  | Idő       | Helyezés |
| --------------------------------------------------------- | --------------- | ---------- | ---------- | ------- | ------ | --------- | -------- |
| Erik Bjornsen                                             | 15 km           |            |            |         |        | 36:28,6   | 39.      |
| Erik Bjornsen                                             | 30 km           | 42:12,4    | 37.        | 38:12,7 | 43.    | 1:20:54,7 | 40.      |
| Patrick Caldwell                                          | 30 km           | 44:01,3    | 53.        | 38:44,1 | 49.    | 1:23:18,1 | 48.      |
| Noah Hoffman                                              | 15 km           |            |            |         |        | 36:45,2   | 45.      |
| Noah Hoffman                                              | 30 km           | 43:27,7    | 50.        | 39:30,6 | 56.    | 1:23:28,7 | 51.      |
| Noah Hoffman                                              | 50 km           |            |            |         |        | 2:19:04,1 | 31.      |
| Tyler Kornfield                                           | 15 km           |            |            |         |        | 38:17,9   | 70.      |
| Tyler Kornfield                                           | 50 km           |            |            |         |        | 2:24:36,5 | 44.      |
| Scott Patterson                                           | 15 km           |            |            |         |        | 35:28,0   | 21.      |
| Scott Patterson                                           | 30 km           | 41:14,4    | 26.        | 35:41,2 | 11.    | 1:17:27,5 | 18.      |
| Scott Patterson                                           | 50 km           |            |            |         |        | 2:13:14,2 | 11.      |
| Reese Hanneman Noah Hoffman Andrew Newell Scott Patterson | 4 × 10 km váltó |            |            |         |        | 1:42:29,1 | 11.      |

Női
| Versenyző                                                    | Versenyszám    | Klasszikus | Klasszikus | Szabad  | Szabad | Összesen  | Összesen |
| Versenyző                                                    | Versenyszám    | Idő        | Hely.      | Idő     | Hely.  | Idő       | Helyezés |
| ------------------------------------------------------------ | -------------- | ---------- | ---------- | ------- | ------ | --------- | -------- |
| Sadie Bjornsen                                               | 10 km          |            |            |         |        | 26:42,6   | 15.      |
| Sadie Bjornsen                                               | 30 km          |            |            |         |        | 1:28:50,2 | 17.      |
| Rosie Brennan                                                | 15 km          | 23:36,7    | 45.        | 23:16,6 | 60.    | 47:36,0   | 58.      |
| Jessie Diggins                                               | 10 km          |            |            |         |        | 25:35,7   | 5.       |
| Jessie Diggins                                               | 15 km          | 21:29,4    | 13.        | 19:02,3 | 5.     | 40:59,6   | 5.       |
| Jessie Diggins                                               | 30 km          |            |            |         |        | 1:25:54,8 | 7.       |
| Rosie Frankowski                                             | 30 km          |            |            |         |        | 1:31:11,4 | 21.      |
| Caitlin Patterson                                            | 15 km          | 23:07,1    | 36.        | 20:32,9 | 27.    | 44:14,9   | 34.      |
| Caitlin Patterson                                            | 30 km          |            |            |         |        | 1:32:43,6 | 26.      |
| Kikkan Randall                                               | 10 km          |            |            |         |        | 26:50,4   | 16.      |
| Kikkan Randall                                               | 15 km          | 23:29,2    | 39.        | 20:43,0 | 33.    | 44:47,2   | 40.      |
| Elizabeth Stephen                                            | 10 km          |            |            |         |        | 27:35,9   | 30.      |
| Sadie Bjornsen Sophie Caldwell Jessie Diggins Kikkan Randall | 4 × 5 km váltó |            |            |         |        | 52:44,8   | 5.       |

Sprint
| Versenyző                     | Versenyszám         | Selejtező | Selejtező | Negyeddöntő | Negyeddöntő | Elődöntő | Elődöntő | Döntő    | Döntő    |
| Versenyző                     | Versenyszám         | Idő       | Hely.     | Idő         | Hely.       | Idő      | Hely.    | Idő      | Helyezés |
| ----------------------------- | ------------------- | --------- | --------- | ----------- | ----------- | -------- | -------- | -------- | -------- |
| Erik Bjornsen                 | Férfi egyéni sprint | 3:17,69   | 29.       | 3:12,71     | 4.          | kiesett  | kiesett  | kiesett  | 24.      |
| Simeon Hamilton               | Férfi egyéni sprint | 3:16,13   | 18.       | 3:27,89     | 4.          | kiesett  | kiesett  | kiesett  | 19.      |
| Logan Hanneman                | Férfi egyéni sprint | 3:20,74   | 40.       | kiesett     | kiesett     | kiesett  | kiesett  | kiesett  | 40.      |
| Andrew Newell                 | Férfi egyéni sprint | 3:19,36   | 35.       | kiesett     | kiesett     | kiesett  | kiesett  | kiesett  | 35.      |
| Erik Bjornsen Simeon Hamilton | Férfi csapatsprint  |           |           |             |             | 16:04,69 | 3.       | 16:16,98 | 6.       |
| Sadie Bjornsen                | Női egyéni sprint   | 3:16,12   | 9.        | 3:16,75     | 3.          | kiesett  | kiesett  | kiesett  | 14.      |
| Sophie Caldwell               | Női egyéni sprint   | 3:17,06   | 12.       | 3:12,39     | 2.          | 3:11,32  | 4.       | kiesett  | 8.       |
| Jessie Diggins                | Női egyéni sprint   | 3:15,76   | 7.        | 3:11,24     | 2.          | 3:10,72  | 2.       | 3:15,07  | 6.       |
| Ida Sargent                   | Női egyéni sprint   | 3:25,80   | 33.       | kiesett     | kiesett     | kiesett  | kiesett  | kiesett  | 33.      |
| Jessie Diggins Kikkan Randall | Női csapatsprint    |           |           |             |             | 16:22,56 | 1.       | 15:56,47 |          |

## Síugrás
Férfi
| Versenyző                                                 | Versenyszám   | Selejtező | Selejtező | Selejtező | 1. ugrás | 1. ugrás | 1. ugrás | 2. ugrás | 2. ugrás | 2. ugrás | Összesítés | Összesítés |
| Versenyző                                                 | Versenyszám   | Táv       | Pont      | Hely.     | Táv      | Pont     | Hely.    | Táv      | Pont     | Hely.    | Pont       | Helyezés   |
| --------------------------------------------------------- | ------------- | --------- | --------- | --------- | -------- | -------- | -------- | -------- | -------- | -------- | ---------- | ---------- |
| Kevin Bickner                                             | Normálsánc    | 98,0      | 114,0     | 25.       | 109,0    | 117,2    | 14.      | 98,5     | 100,2    | =24.     | 217,4      | 18.        |
| Kevin Bickner                                             | Nagysánc      | 122,5     | 91,1      | 35.       | 129,5    | 121,9    | 20.      | 124,0    | 113,5    | 23.      | 235,4      | 20.        |
| Michael Glasder                                           | Normálsánc    | 91,5      | 94,6      | 40.       | 98,5     | 98,7     | 32.      | kiesett  | kiesett  | kiesett  | kiesett    | kiesett    |
| Michael Glasder                                           | Nagysánc      | 124,5     | 88,7      | 38.       | 114,0    | 93,2     | 46.      | kiesett  | kiesett  | kiesett  | kiesett    | kiesett    |
| Casey Larson                                              | Normálsánc    | 88,0      | 90,9      | 46.       | 97,0     | 89,4     | 39.      | kiesett  | kiesett  | kiesett  | kiesett    | kiesett    |
| Casey Larson                                              | Nagysánc      | 104,5     | 61,1      | 53.       | kiesett  | kiesett  | kiesett  | kiesett  | kiesett  | kiesett  | kiesett    | kiesett    |
| William Rhoads                                            | Normálsánc    | 88,5      | 91,9      | 45.       | 87,0     | 75,5     | 46.      | kiesett  | kiesett  | kiesett  | kiesett    | kiesett    |
| William Rhoads                                            | Nagysánc      | 115,0     | 67,9      | 51.       | kiesett  | kiesett  | kiesett  | kiesett  | kiesett  | kiesett  | kiesett    | kiesett    |
| Kevin Bickner Michael Glasder Casey Larson William Rhoads | Csapatverseny |           |           |           | 463,0    | 377,2    | 9.       | kiesett  | kiesett  | kiesett  | kiesett    | kiesett    |

Női
| Versenyző         | Versenyszám | Első forduló | Első forduló | Első forduló | Döntő   | Döntő   | Döntő   | Összesítés | Összesítés |
| Versenyző         | Versenyszám | Táv          | Pont         | Hely.        | Táv     | Pont    | Hely.   | Pont       | Helyezés   |
| ----------------- | ----------- | ------------ | ------------ | ------------ | ------- | ------- | ------- | ---------- | ---------- |
| Nita Englund      | Normálsánc  | 77,0         | 57,9         | 31.          | kiesett | kiesett | kiesett | kiesett    | kiesett    |
| Sarah Hendrickson | Normálsánc  | 86,0         | 76,7         | 23.          | 88,0    | 83,9    | 21.     | 160,6      | 19.        |
| Abby Ringquist    | Normálsánc  | 77,5         | 62,0         | 30.          | 91,0    | 82,4    | 23.     | 144,4      | 29.        |

## Snowboard
Akrobatika
Férfi
| Versenyző     | Versenyszám | Selejtező | Selejtező | Selejtező     | Selejtező | Döntő    | Döntő    | Döntő    | Döntő         | Helyezés |
| Versenyző     | Versenyszám | 1. futam  | 2. futam  | Jobb eredmény | Hely.     | 1. futam | 2. futam | 3. futam | Jobb eredmény | Helyezés |
| ------------- | ----------- | --------- | --------- | ------------- | --------- | -------- | -------- | -------- | ------------- | -------- |
| Chris Corning | Big air     | 85,00     | 88,00     | 88,00         | 4.        | 74,25    | 78,75    | –        | 153,00        | 4.       |
| Chris Corning | Slopestyle  | 70,85     | 69,86     | 70,85         | 9.        | kiesett  | kiesett  | kiesett  | kiesett       | 17.      |
| Ben Ferguson  | Halfpipe    | 91,00     | 89,75     | 91,00         | 4.        | 43,00    | 83,50    | 90,75    | 90,75         | 4.       |
| Red Gerard    | Big air     | 82,00     | 85,00     | 85,00         | 6.        | 74,75    | –        | 68,25    | 143,00        | 5.       |
| Red Gerard    | Slopestyle  | 82,55     | 57,11     | 82,55         | 3.        | 43,33    | 46,40    | 87,16    | 87,16         |          |
| Chase Josey   | Halfpipe    | 47,75     | 83,75     | 83,75         | 7.        | 87,75    | 52,25    | 88,00    | 88,00         | 6.       |
| Kyle Mack     | Big air     | 87,25     | 88,75     | 88,75         | 3.        | 82,00    | 86,75    | –        | 168,75        |          |
| Kyle Mack     | Slopestyle  | 45,26     | 53,55     | 53,55         | 11.       | kiesett  | kiesett  | kiesett  | kiesett       | 23.      |
| Jake Pates    | Halfpipe    | 59,50     | 82,25     | 82,25         | 8.        | 47,00    | 82,25    | 27,00    | 82,25         | 8.       |
| Ryan Stassel  | Big air     | 39,50     | 76,25     | 76,25         | 13.       | kiesett  | kiesett  | kiesett  | kiesett       | 26.      |
| Ryan Stassel  | Slopestyle  | 23,50     | 22,63     | 23,50         | 17.       | kiesett  | kiesett  | kiesett  | kiesett       | 35.      |
| Shaun White   | Halfpipe    | 93,25     | 98,50     | 98,50         | 1.        | 94,25    | 55,00    | 97,75    | 97,75         |          |

Női
| Versenyző       | Versenyszám | Selejtező | Selejtező | Selejtező     | Selejtező | Döntő    | Döntő    | Döntő    | Döntő         | Döntő    |
| Versenyző       | Versenyszám | 1. futam  | 2. futam  | Jobb eredmény | Hely.     | 1. futam | 2. futam | 3. futam | Jobb eredmény | Helyezés |
| --------------- | ----------- | --------- | --------- | ------------- | --------- | -------- | -------- | -------- | ------------- | -------- |
| Jamie Anderson  | Big air     | 30,25     | 90,00     | 90,00         | 6.        | 90,00    | 87,25    | –        | 177,25        |          |
| Jamie Anderson  | Slopestyle  | törölve   | törölve   | törölve       | törölve   | 83,00    | 34,56    | törölve  | 83,00         |          |
| Kelly Clark     | Halfpipe    | 41,00     | 63,25     | 63,25         | 11.       | 76,25    | 81,75    | 83,50    | 83,50         | 4.       |
| Arielle Gold    | Halfpipe    | 17,50     | 62,75     | 62,75         | 12.       | 10,50    | 74,75    | 85,75    | 85,75         |          |
| Jessika Jenson  | Big air     | 76,25     | 39,75     | 76,25         | 12.       | –        | 21,50    | 19,00    | 40,50         | 11.      |
| Jessika Jenson  | Slopestyle  | törölve   | törölve   | törölve       | törölve   | 72,26    | 41,11    | törölve  | 72,26         | 5.       |
| Chloe Kim       | Halfpipe    | 91,50     | 95,50     | 95,50         | 1.        | 93,75    | 41,50    | 98,25    | 98,25         |          |
| Hailey Langland | Big air     | 73,00     | 29,00     | 73,00         | 14.       | kiesett  | kiesett  | kiesett  | kiesett       | 14.      |
| Hailey Langland | Slopestyle  | törölve   | törölve   | törölve       | törölve   | 41,26    | 71,80    | törölve  | 71,80         | 6.       |
| Julia Marino    | Big air     | 83,75     | 85,25     | 85,25         | 9.        | –        | 74,50    | 18,75    | 93,25         | 10.      |
| Julia Marino    | Slopestyle  | törölve   | törölve   | törölve       | törölve   | 55,85    | 41,05    | törölve  | 55,85         | 11.      |
| Maddie Mastro   | Halfpipe    | 83,75     | 76,00     | 83,75         | 4.        | 14,00    | 7,50     | 6,50     | 14,00         | 12.      |

Parallel giant slalom
| Versenyző  | Versenyszám | Selejtező | Selejtező | Nyolcaddöntő      | Negyeddöntő       | Elődöntő          | Döntő             | Helyezés |
| Versenyző  | Versenyszám | Idő       | Hely.     | Ellenfél Eredmény | Ellenfél Eredmény | Ellenfél Eredmény | Ellenfél Eredmény | Helyezés |
| ---------- | ----------- | --------- | --------- | ----------------- | ----------------- | ----------------- | ----------------- | -------- |
| AJ Muss    | Férfi       | 1:26,10   | 20.       | kiesett           | kiesett           | kiesett           | kiesett           | 20.      |
| Mike Trapp | Férfi       | 1:28,14   | 30.       | kiesett           | kiesett           | kiesett           | kiesett           | 30.      |

Snowboard cross
| Versenyző          | Versenyszám | Selejtező | Selejtező | Selejtező | Selejtező | Selejtező     | Selejtező | Nyolcaddöntő | Negyeddöntő | Elődöntő | Döntő    | Helyezés |
| Versenyző          | Versenyszám | 1. futam  | 1. futam  | 2. futam  | 2. futam  | Jobb eredmény | Kiemelés  | Nyolcaddöntő | Negyeddöntő | Elődöntő | Döntő    | Helyezés |
| Versenyző          | Versenyszám | Idő       | Hely.     | Idő       | Hely.     | Jobb eredmény | Kiemelés  | Helyezés     | Helyezés    | Helyezés | Helyezés | Helyezés |
| ------------------ | ----------- | --------- | --------- | --------- | --------- | ------------- | --------- | ------------ | ----------- | -------- | -------- | -------- |
| Nick Baumgartner   | Férfi       | 1:14,46   | 15.       | kiemelt   | kiemelt   | 1:14,46       | 15.       | 2.           | 2.          | 2.       | 4.       | 4.       |
| Jonathan Cheever   | Férfi       | 1:14,72   | 19.       | kiemelt   | kiemelt   | 1:14,72       | 19.       | 4.           | kiesett     | kiesett  | kiesett  | 28.      |
| Mick Dierdorff     | Férfi       | 1:15,47   | 26.       | 1:14,52   | 3.        | 1:14,52       | 27.       | 1.           | 2.          | 3.       | 5.       | 5.       |
| Hagen Kearney      | Férfi       | 1:13,94   | 6.        | kiemelt   | kiemelt   | 1:13,94       | 6.        | 1.           | 4.          | kiesett  | kiesett  | 13.      |
| Faye Gulini        | Női         | 1:17,74   | 3.        | kiemelt   | kiemelt   | 1:17,74       | 3.        |              | 6.          | kiesett  | kiesett  | 21.      |
| Lindsey Jacobellis | Női         | 1:18,05   | 4.        | kiemelt   | kiemelt   | 1:18,05       | 4.        |              | 1.          | 2.       | 4.       | 4.       |
| Meghan Tierney     | Női         | 1:20,52   | 11.       | kiemelt   | kiemelt   | 1:20,52       | 11.       |              | 5.          | kiesett  | kiesett  | 17.      |

## Szánkó
| Versenyző                      | Versenyszám | 1. futam | 1. futam | 2. futam | 2. futam | 3. futam | 3. futam | 4. futam      | 4. futam      | Összesítés | Összesítés |
| Versenyző                      | Versenyszám | Idő      | Hely.    | Idő      | Hely.    | Idő      | Hely.    | Idő           | Hely.         | Idő        | Helyezés   |
| ------------------------------ | ----------- | -------- | -------- | -------- | -------- | -------- | -------- | ------------- | ------------- | ---------- | ---------- |
| Chris Mazdzer                  | Férfi egyes | 47,800   | 5.       | 47,717   | 2.       | 47,534   | 1.       | 47,677        | 7.            | 3:10,728   |            |
| Taylor Morris                  | Férfi egyes | 48,072   | 15.      | 48,793   | 32.      | 47,858   | 13.      | 47,824        | 9.            | 3:12,547   | 18.        |
| Tucker West                    | Férfi egyes | 48,848   | 26.      | 47,942   | 15.      | 49,593   | 37.      | kiesett       | kiesett       | 2:26,019   | 26.        |
| Justin Krewson Andrew Sherk    | Kettes      | 46,310   | 7.       | 46,342   | 10.      |          |          |               |               | 1:32,652   | 8.         |
| Matt Mortensen Jayson Terdiman | Kettes      | 46,244   | 6.       | 46,443   | 13.      |          |          |               |               | 1:32,687   | 10.        |
| Summer Britcher                | Női egyes   | 46,829   | 15.      | 46,132   | 1.       | 46,603   | 8.       | 48,770        | 19.           | 3:08,334   | 19.        |
| Erin Hamlin                    | Női egyes   | 46,357   | 6.       | 46,333   | 5.       | 46,506   | 5.       | 46,716        | 8.            | 3:05,912   | 6.         |
| Emily Sweeney                  | Női egyes   | 46,595   | 11.      | 46,9602  | 23.      | 46,917   | 16.      | nem ért célba | nem ért célba | kiesett    | kiesett    |

| Versenyző                                                    | Versenyszám  | 1. futam | 1. futam | 2. futam | 2. futam | 3. futam | 3. futam | Összesítés | Összesítés |
| Versenyző                                                    | Versenyszám  | Idő      | Hely.    | Idő      | Hely.    | Idő      | Hely.    | Idő        | Helyezés   |
| ------------------------------------------------------------ | ------------ | -------- | -------- | -------- | -------- | -------- | -------- | ---------- | ---------- |
| Summer Britcher Chris Mazdzer Matt Mortensen Jayson Terdiman | Vegyes váltó | 47,266   | 7.       | 48,660   | 2.       | 49,165   | 5.       | 2:25,091   | 4.         |

## Szkeleton
| Versenyző         | Versenyszám | 1. futam | 1. futam | 2. futam | 2. futam | 3. futam | 3. futam | 4. futam | 4. futam | Összesítés | Összesítés |
| Versenyző         | Versenyszám | Idő      | Hely.    | Idő      | Hely.    | Idő      | Hely.    | Idő      | Hely.    | Idő        | Helyezés   |
| ----------------- | ----------- | -------- | -------- | -------- | -------- | -------- | -------- | -------- | -------- | ---------- | ---------- |
| Matthew Antoine   | Férfi       | 51,16    | 12.      | 50,98    | 8.       | 50,91    | 9.       | 51,34    | 14.      | 3:24,39    | 11.        |
| John Daly         | Férfi       | 51,23    | 13.      | 51,15    | 13.      | 51,33    | 18.      | 51,64    | 19.      | 3:25,35    | 16.        |
| Katie Uhlaender   | Női         | 52,33    | 8.       | 52,40    | 13.      | 52,33    | 12.      | 52,55    | 14.      | 3:29,61    | 13.        |
| Kendall Wesenberg | Női         | 52,77    | 17.      | 52,96    | 17.      | 52,54    | 16.      | 52,65    | =15.     | 3:30,92    | 17.        |